# Список птахів Таїланду
Це перелік видів птахів, зафіксованих на території Таїланду. Авіфауна Таїланду налічує загалом 1076 видів, з яких 100 є рідкісними або випадковими. 6 видів були інтродуковані людьми, 8 видів були знищені на території країни. 72 види перебувають під загрозою глобального вимирання.

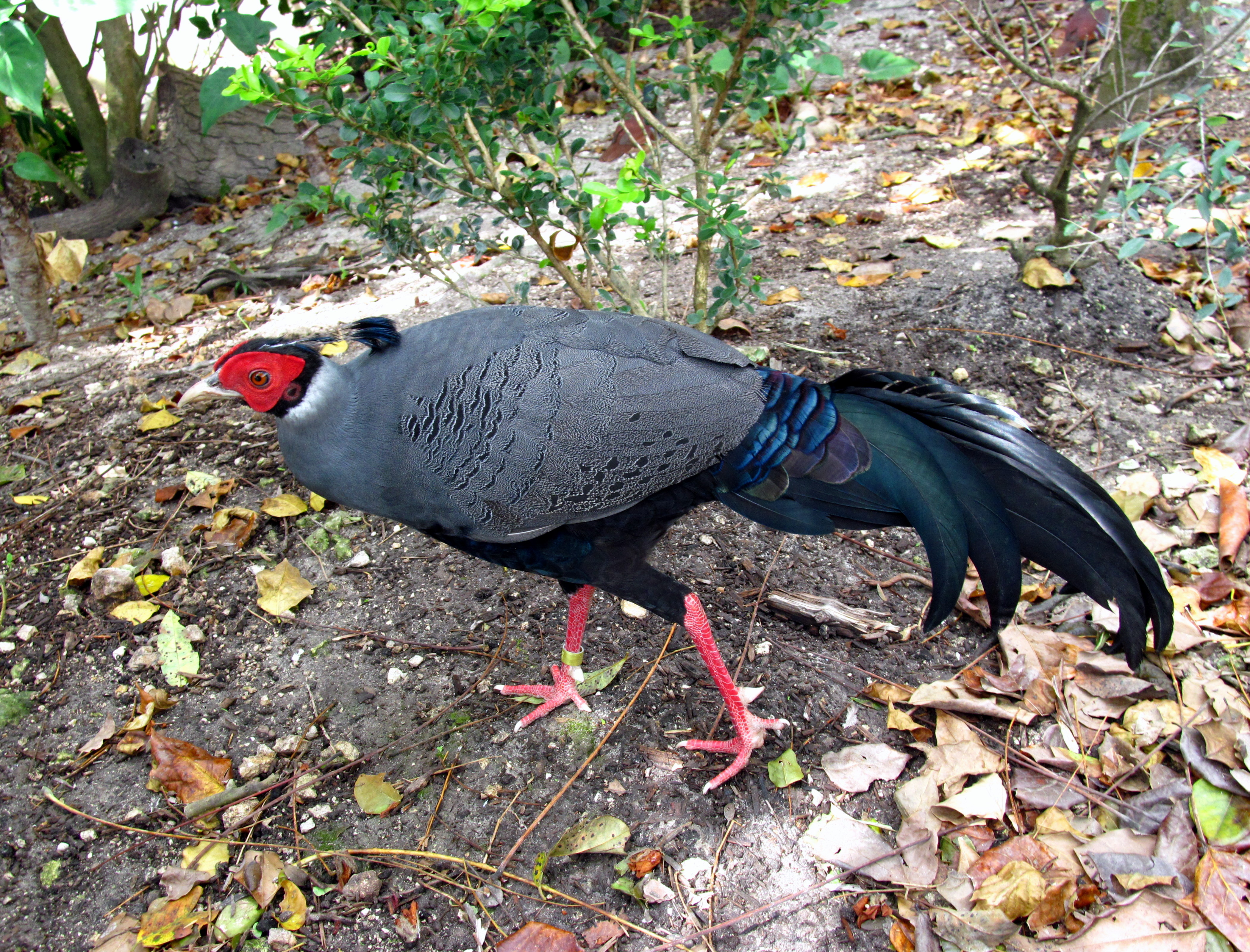
Лофур сіамський (Lophura diardi) є національним птахом Таїланду

## Гусеподібні(Anseriformes)

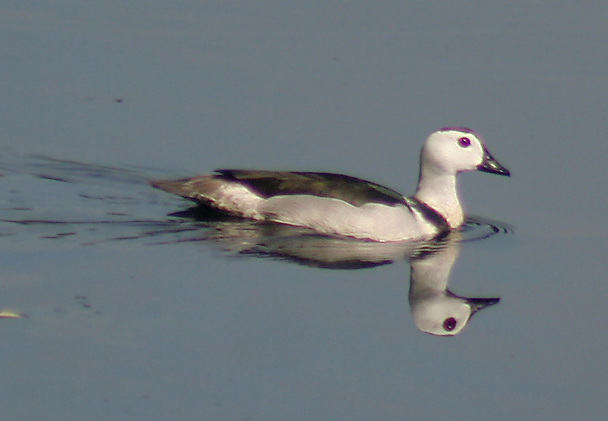
Чирянка-крихітка індійська (Nettapus coromandelianus)

Родина: Качкові (Anatidae)
| Українська назва           | Біноміальна назва        | Примітки                 |
| -------------------------- | ------------------------ | ------------------------ |
| Свистач індійський         | Dendrocygna javanica     |                          |
| Гуска гірська              | Anser indicus            | Дуже рідкісний, зимуючий |
| Гуска сіра                 | Anser anser              | Випадковий               |
| Гуска китайська            | Anser cygnoides          | Випадковий               |
| Гуска білолоба             | Anser albifrons          | Випадковий               |
| Качка шишкодзьоба          | Sarkidiornis melanotos   | Рідкісний, осілий        |
| Огар рудий                 | Tadorna ferruginea       | Рідкісний, зимуючий      |
| Галагаз звичайний          | Tadorna tadorna          | Дуже рідкісний, зимуючий |
| Чирянка-крихітка індійська | Nettapus coromandelianus |                          |
| Мандаринка                 | Aix galericulata         | Випадковий               |
| Чирянка-квоктун            | Sibirionetta formosa     | Випадковий               |
| Чирянка велика             | Spatula querquedula      | Зимуючий                 |
| Широконіска північна       | Spatula clypeata         | Зимуючий                 |
| Нерозень                   | Mareca strepera          | Дуже рідкісний, зимуючий |
| Качка далекосхідна         | Mareca falcata           |                          |
| Свищ євразійський          | Mareca penelope          | Зимуючий                 |
| Крижень чорний,            | Anas poecilorhyncha      | Рідкісний, зимуючий      |
| Крижень китайський         | Anas zonorhyncha         | Рідкісний, зимуючий      |
| Крижень звичайний          | Anas platyrhynchos       |                          |
| Шилохвіст північний        | Anas acuta               | Зимуючий                 |
| Чирянка мала               | Anas crecca              | Зимуючий                 |
|                            | Asarcornis scutulata     | Дуже рідкісний, осілий   |
| Чернь червонодзьоба        | Netta rufina             | Дуже рідкісний, зимуючий |
| Попелюх звичайний          | Aythya ferina            | Дуже рідкісний, зимуючий |
| Чернь білоока              | Aythya nyroca            | Рідкісний, зимуючий      |
| Чернь зеленоголова         | Aythya baeri             | Рідкісний, зимуючий      |
| Чернь чубата               | Aythya fuligula          | Рідкісний, зимуючий      |
| Чернь морська              | Aythya marila            | Випадковий               |
| Морянка                    | Clangula hyemalis        | Випадковий               |
| Крех китайський            | Mergus squamatus         | Випадковий               |

## Куроподібні(Galliformes)

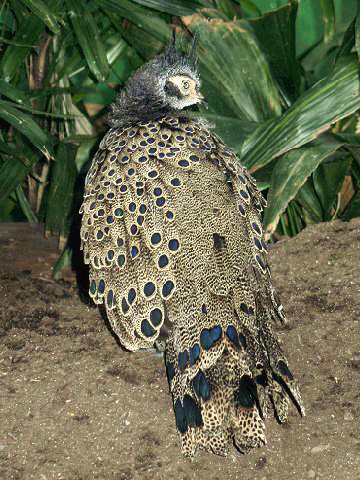
Віялохвіст гірський (Polyplectron inopinatum)

Родина: Фазанові (Phasianidae)
| Українська назва        | Біноміальна назва         | Примітки                 |
| ----------------------- | ------------------------- | ------------------------ |
| Куропатиця              | Caloperdix oculeus        |                          |
| Куріпка червоночуба     | Rollulus rouloul          |                          |
| Куріпка непальська      | Arborophila rufogularis   |                          |
| Куріпка буровола        | Arborophila brunneopectus |                          |
| Куріпка сіамська        | Arborophila diversa       | Ендемік                  |
| Куріпка зеленонога      | Tropicoperdix chloropus   |                          |
| Куріпка малазійська     | Tropicoperdix charltonii  |                          |
| Куріпка довгодзьоба     | Rhizothera longirostris   |                          |
| Аргус великий           | Argusianus argus          |                          |
| Павич синьокрилий       | Pavo muticus              |                          |
| Віялохвіст малазійський | Polyplectron malacense    |                          |
| Віялохвіст гірський     | Polyplectron inopinatum   | Випадковий               |
| Віялохвіст сірий        | Polyplectron bicalcaratum |                          |
| перепілка китайська     | Synoicus chinensis        |                          |
| Перепілка японська      | Coturnix japonica         | Дуже рідкісний, зимуючий |
| Перепілка звичайна      | Coturnix coturnix         |                          |
| Перепілка чорновола     | Coturnix coromandelica    |                          |
| Турач китайський        | Francolinus pintadeanus   |                          |
| Куріпка бамбукова       | Bambusicola fytchii       |                          |
| Курка банківська        | Gallus gallus             |                          |
| Мікадо бірманський      | Syrmaticus humiae         | Рідкісний                |
| Лофур сріблястий        | Lophura nycthemera        |                          |
| Лофур непальський       | Lophura leucomelanos      |                          |
| Лофур сіамський         | Lophura diardi            |                          |
| Лофур чубатий           | Lophura ignita            | Рідкісний                |

## Фламінгоподібні(Phoenicopteriformes)
Родина: Фламінгові (Phoenicopteridae)
| Українська назва | Біноміальна назва     | Примітки   |
| ---------------- | --------------------- | ---------- |
| Фламінго рожевий | Phoenicopterus roseus | Випадковий |

## Пірникозоподібні(Podicipediformes)

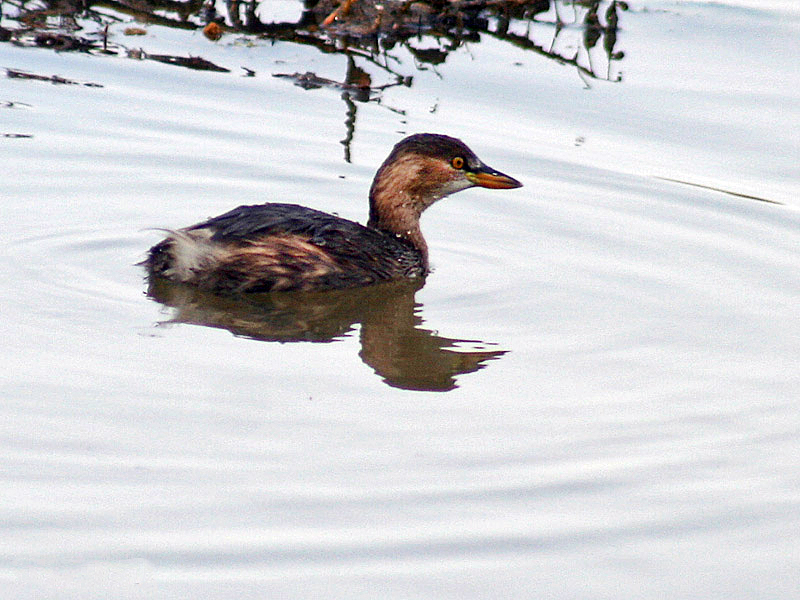
Пірникоза мала (Tachybaptus ruficollis)

Родина: Пірникозові (Podicipedidae)
| Українська назва     | Біноміальна назва      | Примітки                 |
| -------------------- | ---------------------- | ------------------------ |
| Пірникоза мала       | Tachybaptus ruficollis |                          |
| Пірникоза червоношия | Podiceps auritus       | Випадковий               |
| Пірникоза велика     | Podiceps cristatus     | Дуже рідкісний, зимуючий |
| Пірникоза чорношия   | Podiceps nigricollis   | Випадковий               |

## Голубоподібні(Columbiformes)

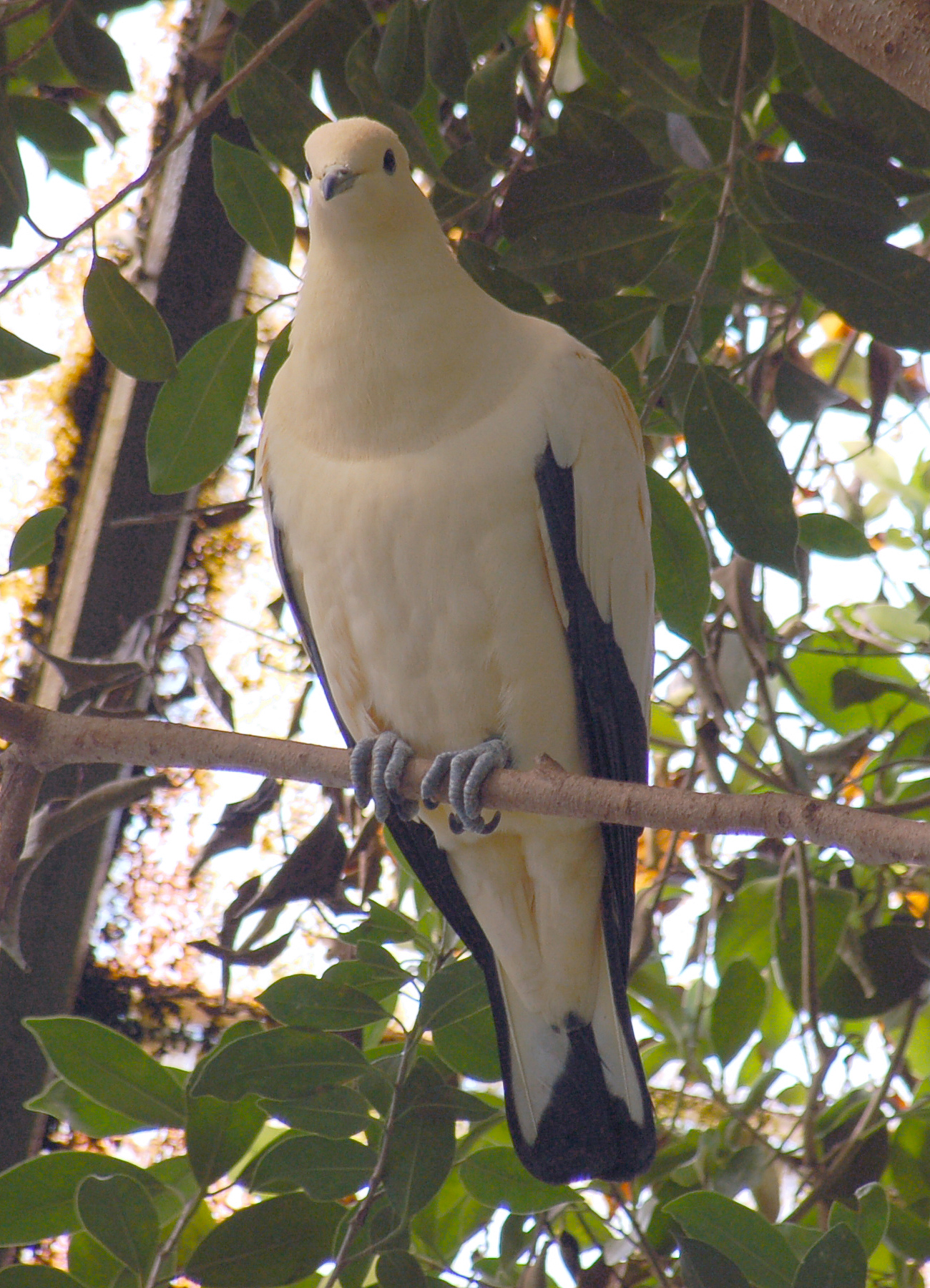
Пінон двобарвний (Ducula bicolor)

Родина: Голубові (Columbidae)
| Українська назва       | Біноміальна назва          | Примітки                                                    |
| ---------------------- | -------------------------- | ----------------------------------------------------------- |
| Голуб сизий            | Columba livia              |                                                             |
|                        | Columba hodgsonii          |                                                             |
| Голуб непальський      | Columba pulchricollis      |                                                             |
|                        | Columba punicea            | Рідкісний, статус невизначений                              |
| Горлиця велика         | Streptopelia orientalis    |                                                             |
|                        | Streptopelia tranquebarica |                                                             |
| Горлиця китайська      | Spilopelia chinensis       |                                                             |
| Горлиця смугастохвоста | Macropygia unchall         |                                                             |
| Горлиця яванська       | Macropygia ruficeps        |                                                             |
|                        | Chalcophaps indica         |                                                             |
|                        | Geopelia striata           | Поширений на півдні, інтродукований в центральному Таїланді |
| Голуб гривастий        | Caloenas nicobarica        | Рідкісний                                                   |
| Вінаго синьошиїй       | Treron olax                | Рідкісний                                                   |
| Вінаго оливковокрилий  | Treron vernans             |                                                             |
| Вінаго коричневий      | Treron fulvicollis         |                                                             |
| Вінаго зеленолобий     | Treron bicinctus           |                                                             |
| Вінаго світлоголовий   | Treron phayrei             |                                                             |
| Вінаго індокитайський  | Treron curvirostra         |                                                             |
| Вінаго великий         | Treron capellei            | Рідкісний                                                   |
| Вінаго жовтошиїй       | Treron phoenicopterus      |                                                             |
| Вінаго білочеревий     | Treron seimundi            | Дуже рідкісний                                              |
| Вінаго гострохвостий   | Treron apicauda            |                                                             |
| Вінаго клинохвостий    | Treron sphenurus           |                                                             |
| Вінаго японський       | Treron sieboldii           | Дуже рідкісний                                              |
| Тілопо малазійський    | Ptilinopus jambu           |                                                             |
| Пінон малазійський     | Ducula aenea               |                                                             |
| Пінон гірський         | Ducula badia               |                                                             |
| Пінон двобарвний       | Ducula bicolor             |                                                             |

## Зозулеподібні(Cuculiformes)
Родина: Зозулеві (Cuculidae)
| Українська назва         | Біноміальна назва           | Примітки             |
| ------------------------ | --------------------------- | -------------------- |
| Зозуля-довгоніг велика   | Carpococcyx renauldi        |                      |
| Коукал короткопалий      | Centropus rectunguis        | Випадковий           |
| Коукал рудокрилий        | Centropus sinensis          |                      |
| Коукал малий             | Centropus bengalensis       |                      |
| Малкога малазійська      | Rhinortha chlorophaea       |                      |
| Малкога вогнистовола     | Zanclostomus javanicus      |                      |
| Малкога яванська         | Phaenicophaeus curvirostris |                      |
| Малкога суматранська     | Phaenicophaeus sumatranus   |                      |
| Малкога таїландська      | Phaenicophaeus diardi       |                      |
| Кокиль                   | Phaenicophaeus tristis      |                      |
| Зозуля каштановокрила    | Clamator coromandus         | Зимуючий, перелітний |
| Зозуля строката          | Clamator jacobinus          |                      |
|                          | Eudynamys scolopaceus       |                      |
| Дідрик смарагдовий       | Chrysococcyx maculatus      | Осілий і зимуючий    |
| Дідрик фіолетовий        | Chrysococcyx xanthorhynchus |                      |
| Дідрик зеленоголовий     | Chrysococcyx minutillus     |                      |
| Кукавка смугаста         | Cacomantis sonneratii       |                      |
| Кукавка сіровола         | Cacomantis merulinus        |                      |
| Кукавка рудовола         | Cacomantis sepulcralis      |                      |
| Зозуля-дронго вилохвоста | Surniculus dicruroides      |                      |
| Зозуля-дронго азійська   | Surniculus lugubris         |                      |
| Зозуля вусата            | Hierococcyx vagans          |                      |
| Зозуля велика            | Hierococcyx sparverioides   |                      |
| Зозуля острівна          | Hierococcyx bocki           |                      |
| Зозуля білогорла         | Hierococcyx varius          |                      |
| Зозуля індокитайська     | Hierococcyx nisicolor       |                      |
| Зозуля ширококрила       | Hierococcyx fugax           |                      |
| Зозуля мала              | Cuculus poliocephalus       | Дуже рідкісний       |
| Зозуля короткокрила      | Cuculus micropterus         |                      |
| Зозуля глуха             | Cuculus saturatus           |                      |
| Зозуля зондська          | Cuculus lepidus             |                      |
| Зозуля звичайна          | Cuculus canorus             | Статус невизначений  |

## Дрімлюгоподібні(Caprimulgiformes)

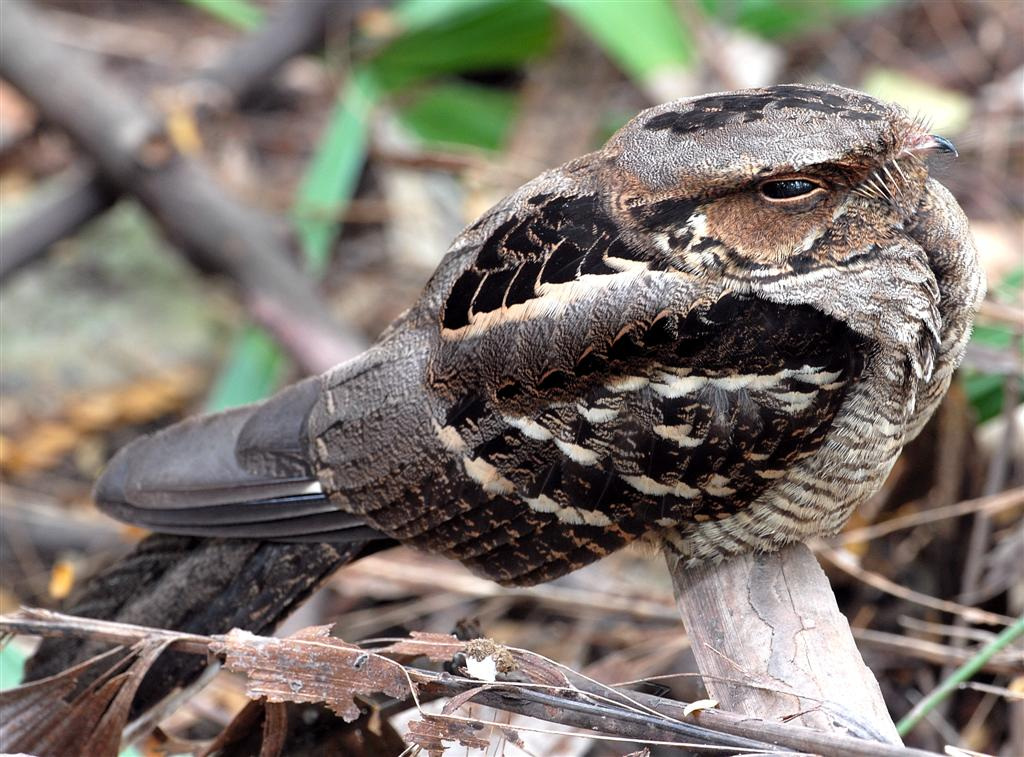
Дрімлюга великохвостий (Caprimulgus macrurus)

Родина: Білоногові (Podargidae)
| Українська назва       | Біноміальна назва        | Примітки       |
| ---------------------- | ------------------------ | -------------- |
| Корнудо вухатий        | Batrachostomus auritus   | Дуже рідкісний |
| Корнудо малазійський   | Batrachostomus stellatus | Рідкісний      |
| Корнудо довгохвостий   | Batrachostomus hodgsoni  |                |
| Корнудо індокитайський | Batrachostomus affinis   |                |

Родина: Дрімлюгові (Caprimulgidae)
| Українська назва       | Біноміальна назва     | Примітки                     |
| ---------------------- | --------------------- | ---------------------------- |
| Ночнар малазійський    | Lyncornis temminckii  |                              |
| Ночнар південний       | Lyncornis macrotis    |                              |
| Дрімлюга маньчжурський | Caprimulgus jotaka    | Зимуючий, гніздиться в горах |
| Дрімлюга великохвостий | Caprimulgus macrurus  |                              |
| Дрімлюга індійський    | Caprimulgus asiaticus |                              |
| Дрімлюга савановий     | Caprimulgus affinis   |                              |

## Серпокрильцеподібні(Apodiformes)

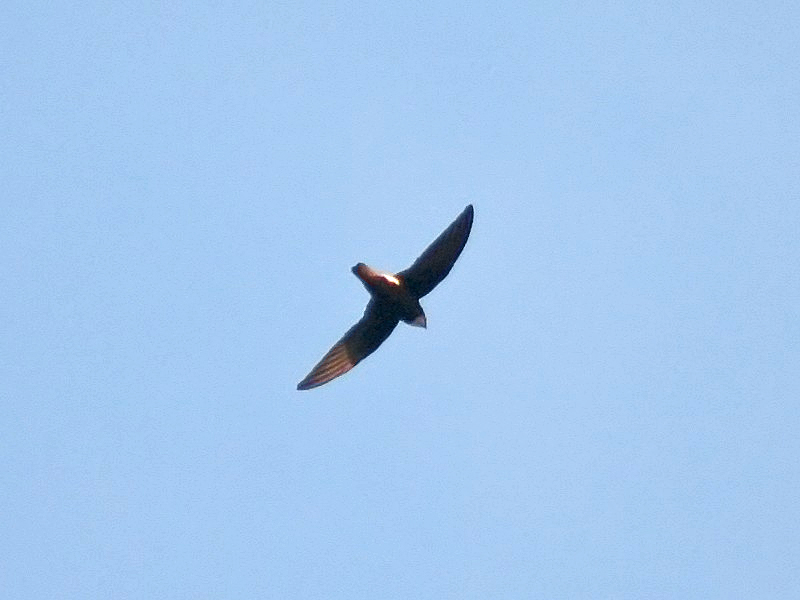
Серпокрилець непальський (Apus nipalensis)

Родина: Серпокрильцеві (Apodidae)
| Українська назва               | Біноміальна назва          | Примітки                                       |
| ------------------------------ | -------------------------- | ---------------------------------------------- |
| Голкохвіст сивогузий           | Rhaphidura leucopygialis   |                                                |
| Колючохвіст білогорлий         | Hirundapus caudacutus      | Рідкісний, мігруючий                           |
| Колючохвіст бурогорлий         | Hirundapus cochinchinensis | Статус невизначений                            |
| Колючохвіст великий            | Hirundapus giganteus       |                                                |
| Салангана оперенопала          | Collocalia affinis         | Рідкісний                                      |
| Салангана гімалайська          | Aerodramus brevirostris    | Гніздиться в горах, зимуючий по всій території |
| Салангана малазійська          | Aerodramus maximus         |                                                |
| Салангана сундайська           | Aerodramus fuciphagus      |                                                |
| Салангана калімантанська       | Aerodramus germani         |                                                |
| Серпокрилець чорний            | Apus apus                  | Випадковий                                     |
| Серпокрилець сибірський        | Apus pacificus             | Зимуючий, іноді гніздовий                      |
| Серпокрилець таїландський      | Apus cooki                 |                                                |
| Серпокрилець гімалайський      | Apus acuticauda            | Дуже рідкісний, зимуючий                       |
| Серпокрилець непальський       | Apus nipalensis            |                                                |
| Серпокрилець південноазійський | Cypsiurus balasiensis      |                                                |

Родина: Клехові (Hemiprocnidae)
| Українська назва   | Біноміальна назва      | Примітки |
| ------------------ | ---------------------- | -------- |
| Клехо індійський   | Hemiprocne coronata    |          |
| Клехо зеленокрилий | Hemiprocne longipennis |          |
| Клехо малий        | Hemiprocne comata      |          |

## Журавлеподібні(Gruiformes)
Родина: Пастушкові (Rallidae)
| Українська назва      | Біноміальна назва       | Примітки                      |
| --------------------- | ----------------------- | ----------------------------- |
| Пастушок східний      | Rallus indicus          | Зимуючий                      |
| Пастушок рудоголовий  | Lewinia striata         |                               |
| Погонич звичайний     | Porzana porzana         | Дуже рідкісний, зимуючий      |
| Курочка водяна        | Gallinula chloropus     |                               |
| Султанка сіроголова   | Porphyrio poliocephalus |                               |
| Курочка рогата        | Gallicrex cinerea       | Зимуючий і осілий             |
| *Багновик білогрудий  | Amaurornis phoenicurus  |                               |
| Погонич білобровий    | Poliolimnas cinereus    |                               |
| Погонич червононогий  | Rallina fasciata        |                               |
| Погонич сіроногий     | Rallina eurizonoides    | Рідкісний, переважно зимуючий |
| Погонич індійський    | Zapornia fusca          |                               |
| Погонич далекосхідний | Zapornia paykullii      | Випадковий                    |
| Погонич-крихітка      | Zapornia pusilla        | Зимуючий                      |
| Багновик чорнохвостий | Zapornia bicolor        | Рідкісний                     |

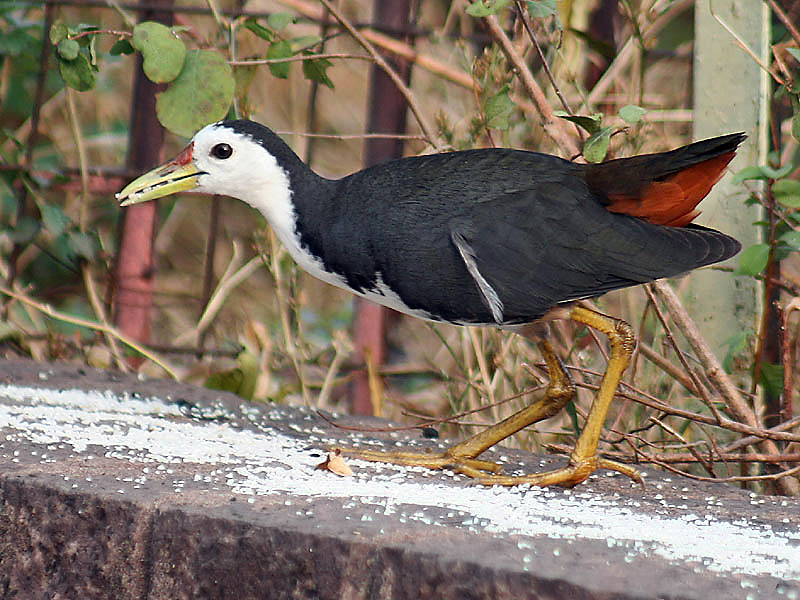
Багновик білогрудий (Amaurornis phoenicurus)

Родина: Лапчастоногові (Heliornithidae)
| Українська назва      | Біноміальна назва    | Примітки             |
| --------------------- | -------------------- | -------------------- |
| Лапчастоніг азійський | Heliopais personatus | Зимуючий, перелітний |

Родина: Журавлеві (Gruidae)
| Українська назва    | Біноміальна назва  | Примітки   |
| ------------------- | ------------------ | ---------- |
| Журавель степовий   | Anthropoides virgo | Випадковий |
| Журавель індійський | Antigone antigone  | Знищений   |
| Журавель сірий      | Grus grus          | Випадковий |

## Сивкоподібні(Charadriiformes)
Родина: Лежневі (Burhinidae)
| Українська назва  | Біноміальна назва     | Примітки                      |
| ----------------- | --------------------- | ----------------------------- |
| Лежень індійський | Burhinus indicus      |                               |
| Лежень великий    | Esacus recurvirostris |                               |
| Лежень рифовий    | Esacus magnirostris   | Рідкісний, локально поширений |

Родина: Чоботарові (Recurvirostridae)
| Українська назва           | Біноміальна назва      | Примітки          |
| -------------------------- | ---------------------- | ----------------- |
| Кулик-довгоніг чорнокрилий | Himantopus himantopus  | Осілий і зимуючий |
| Чоботар синьоногий         | Recurvirostra avosetta | Випадковий        |

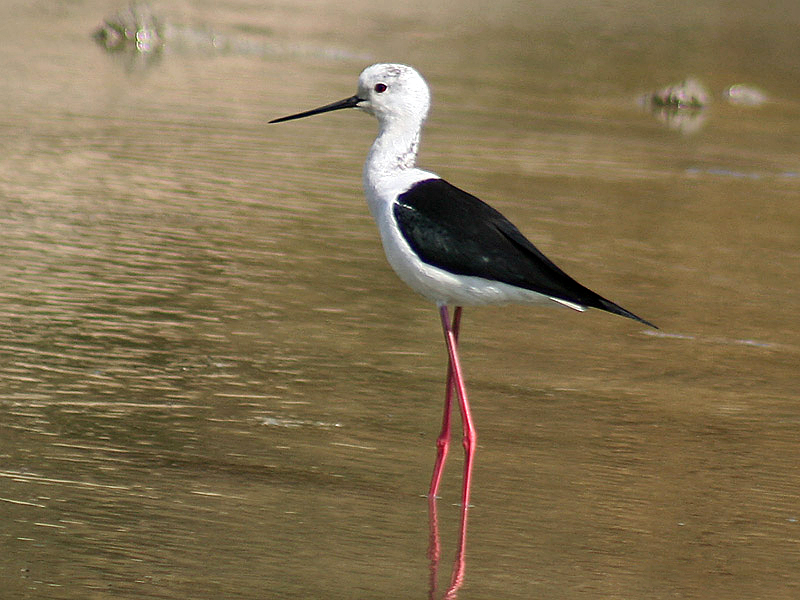
Кулик-довгоніг чорнокрилий (Himantopus himantopus)

Родина: Куликосорокові (Haematopodidae)
| Українська назва          | Біноміальна назва     | Примітки   |
| ------------------------- | --------------------- | ---------- |
| Кулик-сорока євразійський | Haematopus ostralegus | Випадковий |

Родина: Сивкові (Charadriidae)
| Українська назва       | Біноміальна назва        | Примітки            |
| ---------------------- | ------------------------ | ------------------- |
| Сивка морська          | Pluvialis squatarola     | Зимуючий            |
| Сивка бурокрила        | Pluvialis fulva          | Зимуючий            |
| Чайка чубата           | Vanellus vanellus        | Рідкісний, зимуючий |
| Чайка річкова          | Vanellus duvaucelii      |                     |
| Чайка сіра             | Vanellus cinereus        | Зимуючий            |
| Чайка індійська        | Vanellus indicus         |                     |
| Пісочник монгольський  | Charadrius mongolus      | Зимуючий            |
| Пісочник товстодзьобий | Charadrius leschenaultii | Зимуючий            |
| Пісочник малазійський  | Charadrius peronii       |                     |
| Пісочник морський      | Charadrius alexandrinus  | Зимуючий            |
|                        | Charadrius dealbatus     | Зимуючий            |
| Пісочник великий       | Charadrius hiaticula     | Випадковий          |
| Пісочник усурійський   | Charadrius placidus      | Рідкісний, зимуючий |
| Пісочник малий         | Charadrius dubius        | Зимуючий            |
| Пісочник довгоногий    | Charadrius veredus       | Випадковий          |

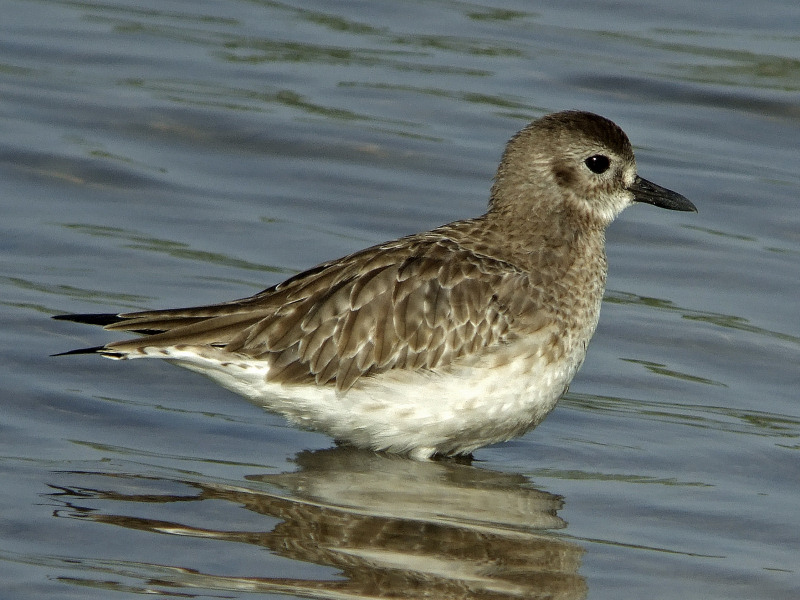
Сивка морська (Pluvialis squatarola)

Родина: Мальованцеві (Rostratulidae)

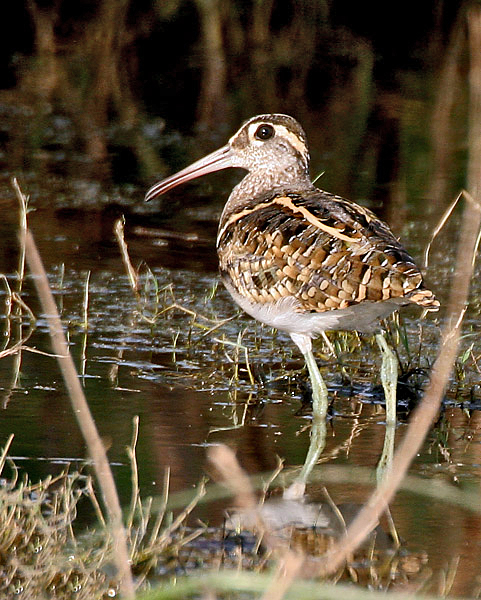
Мальованець афро-азійський (Rostratula benghalensis)

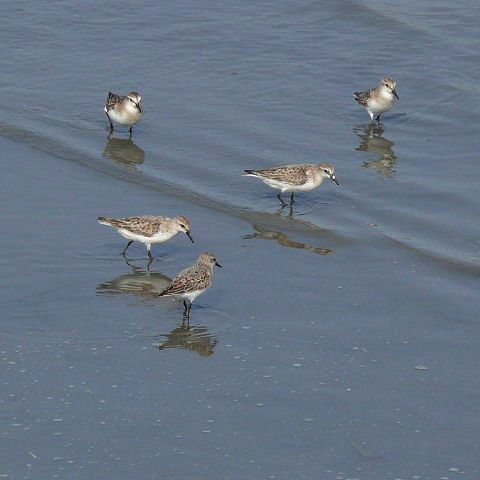
Побережник рудоголовий (Calidris ruficollis)

| Українська назва           | Біноміальна назва       | Примітки |
| -------------------------- | ----------------------- | -------- |
| Мальованець афро-азійський | Rostratula benghalensis |          |

Родина: Яканові (Jacanidae)
| Українська назва  | Біноміальна назва        | Примітки         |
| ----------------- | ------------------------ | ---------------- |
| Якана довгохвоста | Hydrophasianus chirurgus | Зимуючий, осілий |
| Якана білоброва   | Metopidius indicus       |                  |

Родина: Баранцеві (Scolopacidae)
| Українська назва         | Біноміальна назва         | Примітки                   |
| ------------------------ | ------------------------- | -------------------------- |
| Кульон середній          | Numenius phaeopus         | Зимуючий                   |
| Кульон-крихітка          | Numenius minutus          | Дуже рідкісний, перелітний |
| Кульон східний           | Numenius madagascariensis | Рідкісний, перелітний      |
| Кульон великий           | Numenius arquata          | Зимуючий                   |
| Грицик малий             | Limosa lapponica          | Зимуючий                   |
| Грицик великий           | Limosa limosa             | Зимуючий                   |
| Крем'яшник звичайний     | Arenaria interpres        | Зимуючий                   |
| Побережник великий       | Calidris tenuirostris     | Переважно перелітний       |
| Побережник ісландський   | Calidris canutus          | Зимуючий                   |
| Брижач                   | Calidris pugnax           | Зимуючий, перелітний       |
| Побережник болотяний     | Calidris falcinellus      | Зимуючий                   |
| Побережник гострохвостий | Calidris acuminata        | Дуже рідкісний, зимуючий   |
| Побережник червоногрудий | Calidris ferruginea       | Зимуючий                   |
| Побережник білохвостий   | Calidris temminckii       | Зимуючий                   |
| Побережник довгопалий    | Calidris subminuta        | Зимуючий                   |
| Лопатень                 | Calidris pygmaea          | Рідкісний, перелітний      |
| Побережник рудоголовий   | Calidris ruficollis       | Зимуючий                   |
| Побережник білий         | Calidris alba             | Зимуючий                   |
| Побережник чорногрудий   | Calidris alpina           | Рідкісний, зимуючий        |
| Побережник малий         | Calidris minuta           | Рідкісний, зимуючий        |
| Побережник арктичний     | Calidris melanotos        | Випадковий                 |
| Неголь азійський         | Limnodromus semipalmatus  | Рідкісний, перелітний      |
| Неголь довгодзьобий      | Limnodromus scolopaceus   | Випадковий                 |
| Баранець малий           | Lymnocryptes minimus      | Рідкісний, зимуючий        |
| Слуква лісова            | Scolopax rusticola        | Зимуючий                   |
| Баранець гімалайський    | Gallinago nemoricola      | Дуже рідкісний, зимуючий   |
| Баранець звичайний       | Gallinago gallinago       | Зимуючий                   |
| Баранець азійський       | Gallinago stenura         | Зимуючий                   |
| Баранець лісовий         | Gallinago megala          | Дуже рідкісний, зимуючий   |
| Мородунка                | Xenus cinereus            | Зимуючий                   |
| Плавунець круглодзьобий  | Phalaropus lobatus        | Рідкісний, перелітний      |
| Плавунець плоскодзьобий  | Phalaropus fulicarius     | Рідкісний, перелітний      |
| Набережник палеарктичний | Actitis hypoleucos        | Зимуючий                   |
| Коловодник лісовий       | Tringa ochropus           | Зимуючий                   |
| Коловодник попелястий    | Tringa brevipes           | Рідкісний, перелітний      |
| Коловодник чорний        | Tringa erythropus         | Зимуючий                   |
| Коловодник великий       | Tringa nebularia          | Зимуючий                   |
| Коловодник охотський     | Tringa guttifer           | Рідкісний, зимуючий        |
| Коловодник ставковий     | Tringa stagnatilis        | Зимуючий                   |
| Коловодник болотяний     | Tringa glareola           | Зимуючий                   |
| Коловодник звичайний     | Tringa totanus            | Зимуючий                   |

Родина: Триперсткові (Turnicidae)
| Українська назва       | Біноміальна назва | Примітки |
| ---------------------- | ----------------- | -------- |
| Триперстка африканська | Turnix sylvaticus |          |
| Триперстка жовтонога   | Turnix tanki      |          |
| Триперстка смугаста    | Turnix suscitator |          |

Родина: Крабоїдові (Dromadidae)
| Українська назва | Біноміальна назва | Примітки            |
| ---------------- | ----------------- | ------------------- |
| Крабоїд          | Dromas ardeola    | Рідкісний, зимуючий |

Родина: Дерихвостові (Glareolidae)
| Українська назва         | Біноміальна назва   | Примітки          |
| ------------------------ | ------------------- | ----------------- |
| Дерихвіст лучний         | Glareola pratincola | Випадковий        |
| Дерихвіст забайкальський | Glareola maldivarum | Зимуючий          |
| Дерихвіст малий          | Glareola lactea     | Осілий і зимуючий |

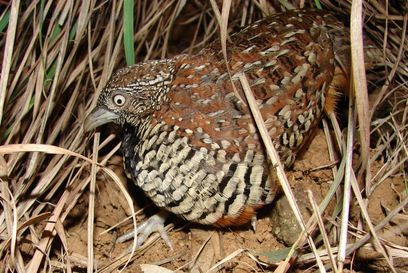
Триперстка смугаста (Turnix suscitator)

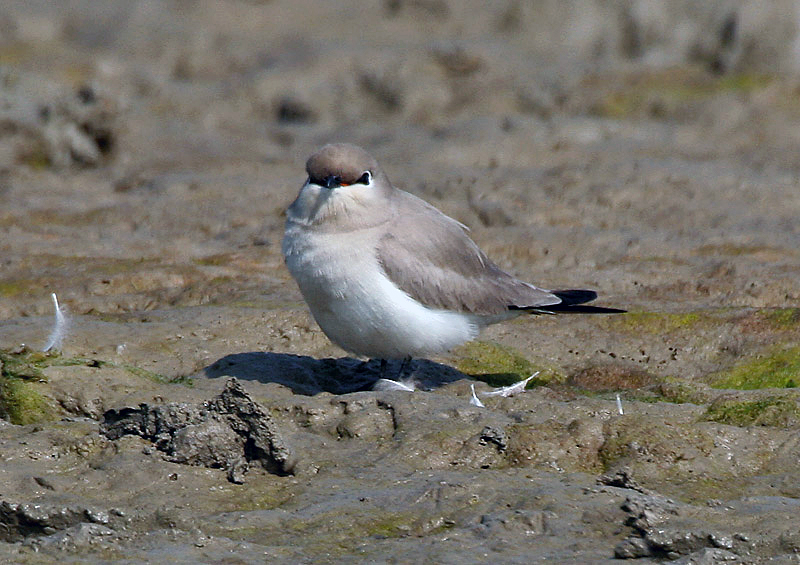
Дерихвіст малий (Glareola lactea)

Родина: Поморникові (Stercorariidae)

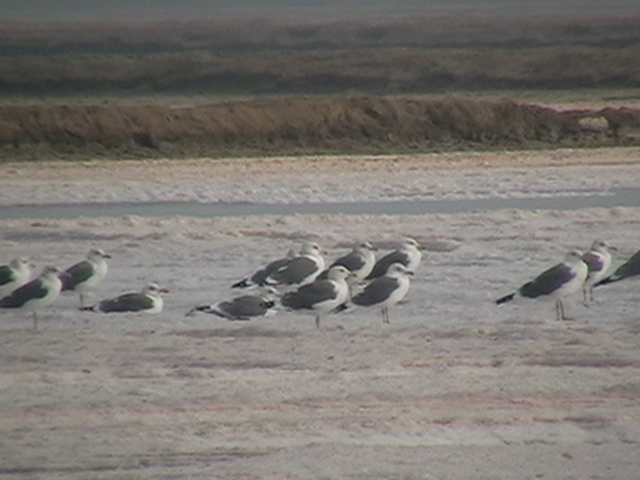
Мартин чорнокрилий (Larus fuscus)

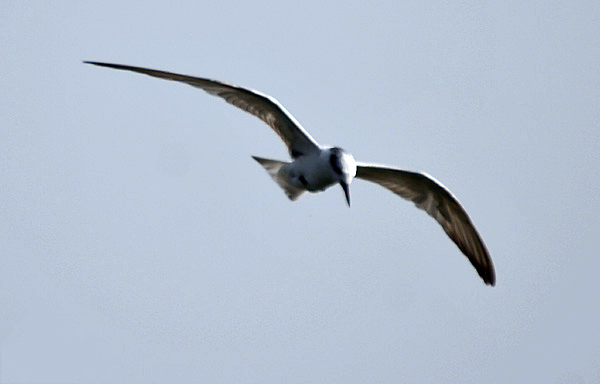
Крячок білощокий (Chlidonias hybrida)

| Українська назва        | Біноміальна назва        | Примітки            |
| ----------------------- | ------------------------ | ------------------- |
| Поморник середній       | Stercorarius pomarinus   | Зимуючий            |
| Поморник короткохвостий | Stercorarius parasiticus | Рідкісний, зимуючий |
| Поморник довгохвостий   | Stercorarius longicaudus |                     |

Родина: Мартинові (Laridae)
| Українська назва      | Біноміальна назва              | Примітки                 |
| --------------------- | ------------------------------ | ------------------------ |
| Мартин трипалий       | Rissa tridactyla               | Випадковий               |
| Мартин вилохвостий    | Xema sabini                    | Випадковий               |
| Мартин тонкодзьобий   | Chroicocephalus genei          | Дуже рідкісний, зимуючий |
| Мартин звичайний      | Chroicocephalus ridibundus     | Зимуючий                 |
| Мартин буроголовий    | Chroicocephalus brunnicephalus | Рідкісний, зимуючий      |
| Мартин малий          | Hydrocoloeus minutus           | Випадковий               |
| Мартин аденський      | Ichthyaetus hemprichii         | Випадковий               |
| Мартин каспійський    | Ichthyaetus ichthyaetus        | Дуже рідкісний, зимуючий |
| Мартин чорнохвостий   | Larus crassirostris            | Дуже рідкісний, зимуючий |
| Мартин сизий          | Larus canus                    |                          |
| Мартин сріблястий     | Larus argentatus               |                          |
| Мартин жовтоногий     | Larus cachinnans               | Випадковий               |
| Мартин чорнокрилий    | Larus fuscus                   | Випадковий               |
| Мартин охотський      | Larus schistisagus             | Випадковий               |
| Крячок бурий          | Anous stolidus                 |                          |
| Крячок строкатий      | Onychoprion fuscatus           |                          |
| Крячок бурокрилий     | Onychoprion anaethetus         |                          |
| Крячок камчатський    | Onychoprion aleuticus          | Випадковий               |
| Крячок малий          | Sternula albifrons             |                          |
| Крячок чорнодзьобий   | Gelochelidon nilotica          | Зимуючий                 |
| Крячок каспійський    | Hydroprogne caspia             | Зимуючий                 |
| Крячок білокрилий     | Chlidonias leucopterus         | Зимуючий                 |
| Крячок білощокий      | Chlidonias hybrida             |                          |
| Крячок рожевий        | Sterna dougallii               |                          |
| Крячок індонезійський | Sterna sumatrana               |                          |
| Крячок річковий       | Sterna hirundo                 | Зимуючий                 |
| Крячок чорночеревий   | Sterna acuticauda              |                          |
| Крячок індійський     | Sterna aurantia                |                          |
| Крячок жовтодзьобий   | Thalasseus bergii              |                          |
| Крячок бенгальський   | Thalasseus bengalensis         | Рідкісний, зимуючий      |
| Крячок китайський     | Thalasseus bernsteini          | Випадковий               |
| Водоріз індійський    | Rynchops albicollis            |                          |

## Фаетоноподібні(Phaethontiformes)
Родина: Фаетонові (Phaethontidae)
| Українська назва      | Біноміальна назва   | Примітки   |
| --------------------- | ------------------- | ---------- |
| Фаетон білохвостий    | Phaethon lepturus   | Випадковий |
| Фаетон червонодзьобий | Phaethon aethereus  | Випадковий |
| Фаетон червонохвостий | Phaethon rubricauda | Випадковий |

## Буревісникоподібні(Procellariiformes)
Родина: Альбатросові (Diomedeidae)
| Українська назва     | Біноміальна назва       | Примітки   |
| -------------------- | ----------------------- | ---------- |
| Альбатрос гавайський | Phoebastria immutabilis | Випадковий |

Родина: Качуркові (Hydrobatidae)
| Українська назва   | Біноміальна назва   | Примітки   |
| ------------------ | ------------------- | ---------- |
| Качурка вилохвоста | Hydrobates monorhis | Випадковий |

Родина: Буревісникові (Procellariidae)

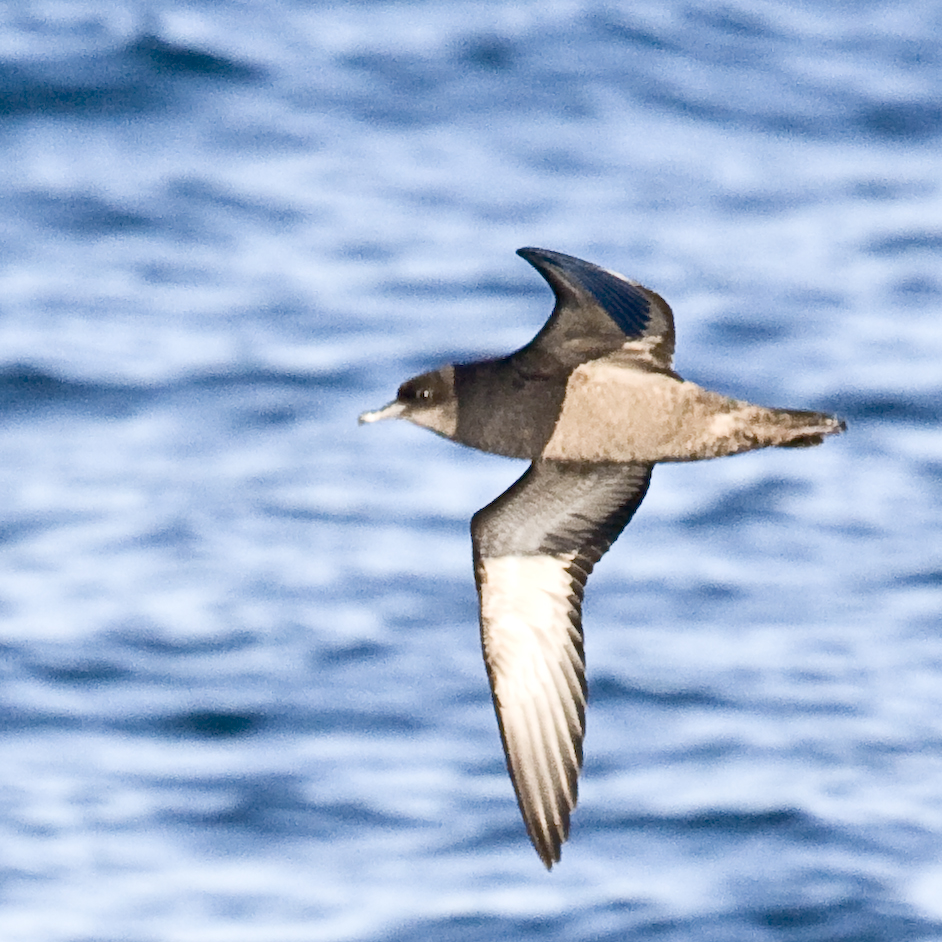
Буревісник тонкодзьобий (Ardenna tenuirostris)

| Українська назва          | Біноміальна назва      | Примітки                 |
| ------------------------- | ---------------------- | ------------------------ |
| Тайфунник макаулійський   | Pterodroma cervicalis  | Випадковий               |
| Буревісник тихоокеанський | Calonectris leucomelas | Дуже рідкісний, зимуючий |
| Буревісник клинохвостий   | Ardenna pacificus      | Випадковий               |
| Буревісник тонкодзьобий   | Ardenna tenuirostris   | Випадковий               |

## Лелекоподібні(Ciconiiformes)

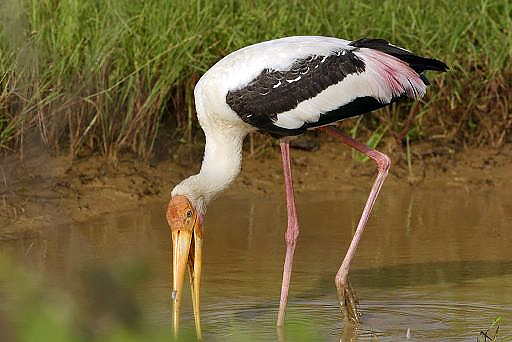
Лелека-тантал індійський (Mycteria leucocephala)

Родина: Лелекові (Ciconiidae)
| Українська назва            | Біноміальна назва          | Примітки            |
| --------------------------- | -------------------------- | ------------------- |
| Лелека-молюскоїд індійський | Anastomus oscitans         |                     |
| Лелека чорний               | Ciconia nigra              | Рідкісний, зимуючий |
| Лелека білошиїй             | Ciconia episcopus          |                     |
| Лелека малазійський         | Ciconia stormi             |                     |
| Лелека білий                | Ciconia ciconia            | Випадковий          |
| Лелека далекосхідний        | Ciconia boyciana           |                     |
| Ябіру азійський             | Ephippiorhynchus asiaticus | Знищений            |
| Марабу яванський            | Leptoptilos javanicus      | Рідкісний           |
| Марабу індійський           | Leptoptilos dubius         | Знищений            |
| Лелека-тантал білий         | Mycteria cinerea           |                     |
| Лелека-тантал індійський    | Mycteria leucocephala      |                     |

## Сулоподібні(Suliformes)
Родина: Фрегатові (Fregatidae)
| Українська назва      | Біноміальна назва | Примітки  |
| --------------------- | ----------------- | --------- |
| Фрегат-арієль         | Fregata ariel     | Зимуючий  |
| Фрегат малазійський   | Fregata andrewsi  | Зимуючий  |
| Фрегат тихоокеанський | Fregata minor     | Рідкісний |

Родина: Сулові (Sulidae)
| Українська назва | Біноміальна назва | Примітки                               |
| ---------------- | ----------------- | -------------------------------------- |
| Сула жовтодзьоба | Sula dactylatra   |                                        |
| Сула білочерева  | Sula leucogaster  | Рідкісний, мігруючий, раніше гніздився |
| Сула червононога | Sula sula         | Випадковий                             |

Родина: Змієшийкові (Anhingidae)
| Українська назва      | Біноміальна назва    | Примітки  |
| --------------------- | -------------------- | --------- |
| Змієшийка чорночерева | Anhinga melanogaster | Рідкісний |

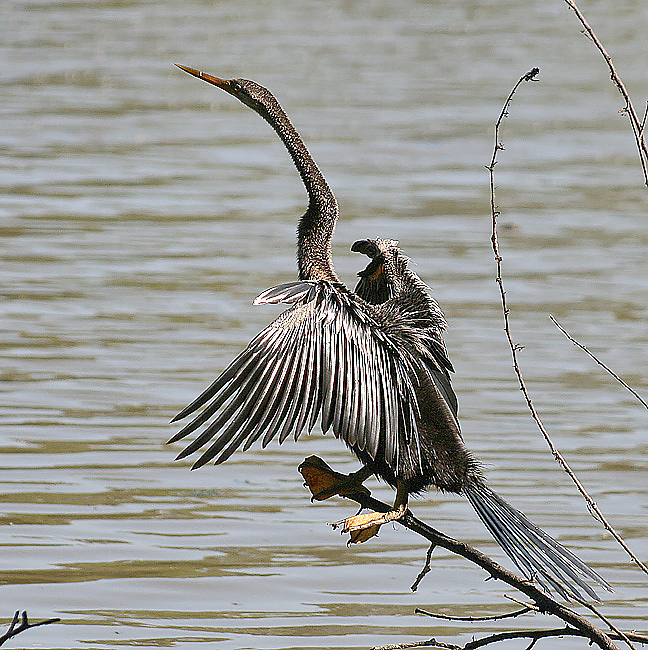
Змієшийка чорночерева (Anhinga melanogaster)

Родина: Бакланові (Phalacrocoracidae)

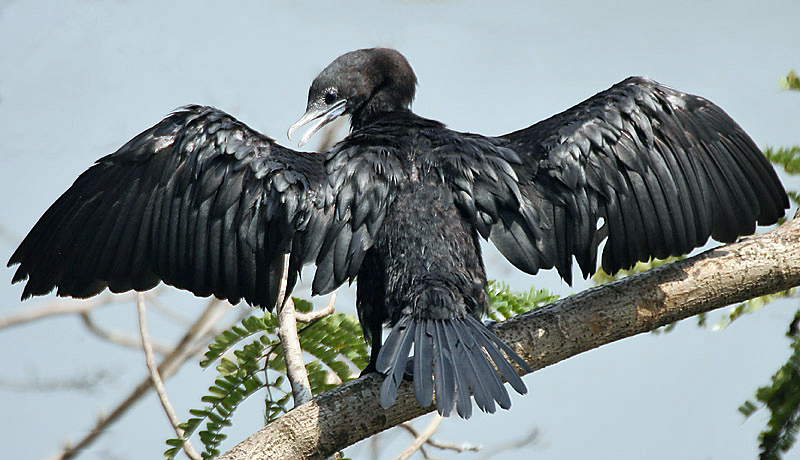
Баклан яванський (Microcarbo niger)

| Українська назва  | Біноміальна назва         | Примітки                                  |
| ----------------- | ------------------------- | ----------------------------------------- |
| Баклан яванський  | Microcarbo niger          |                                           |
| Баклан великий    | Phalacrocorax carbo       |                                           |
| Баклан індійський | Phalacrocorax fuscicollis | Рідкісний, зимуючий, в минулому гніздовий |

## Пеліканоподібні(Pelecaniformes)

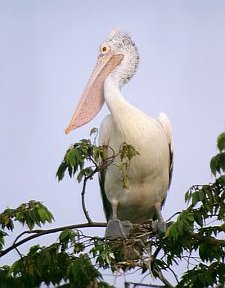
Пелікан сірий (Pelecanus philippensis)

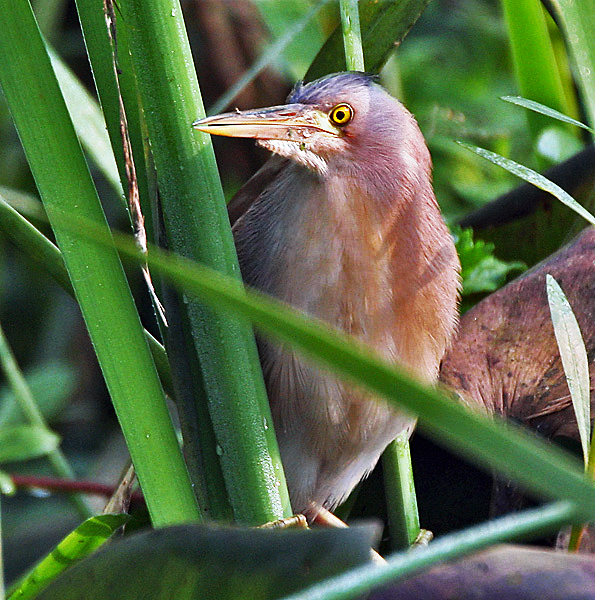
Бугайчик китайський (Ixobrychus sinensis)

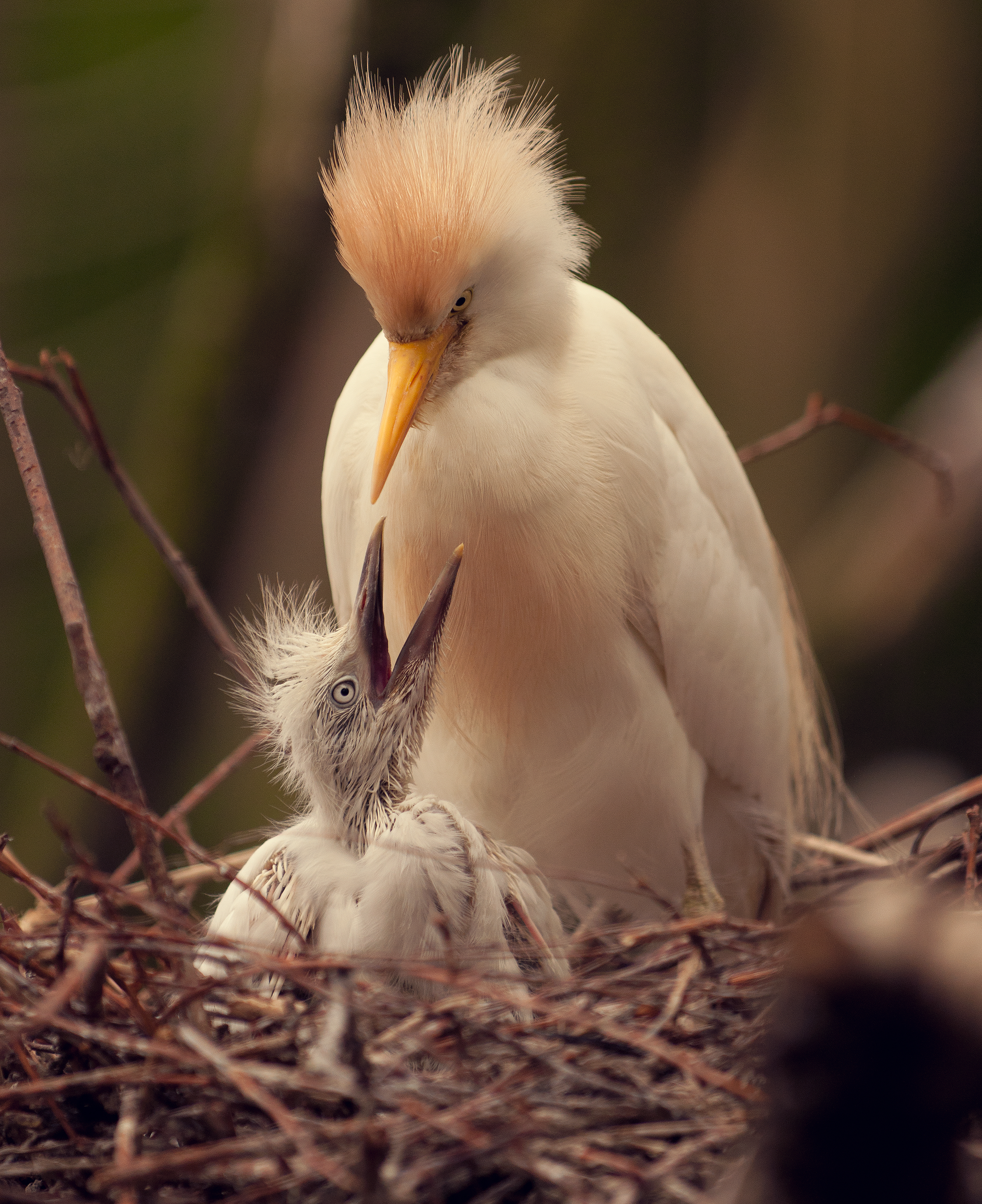
Чапля єгипетська (Bubulcus ibis)

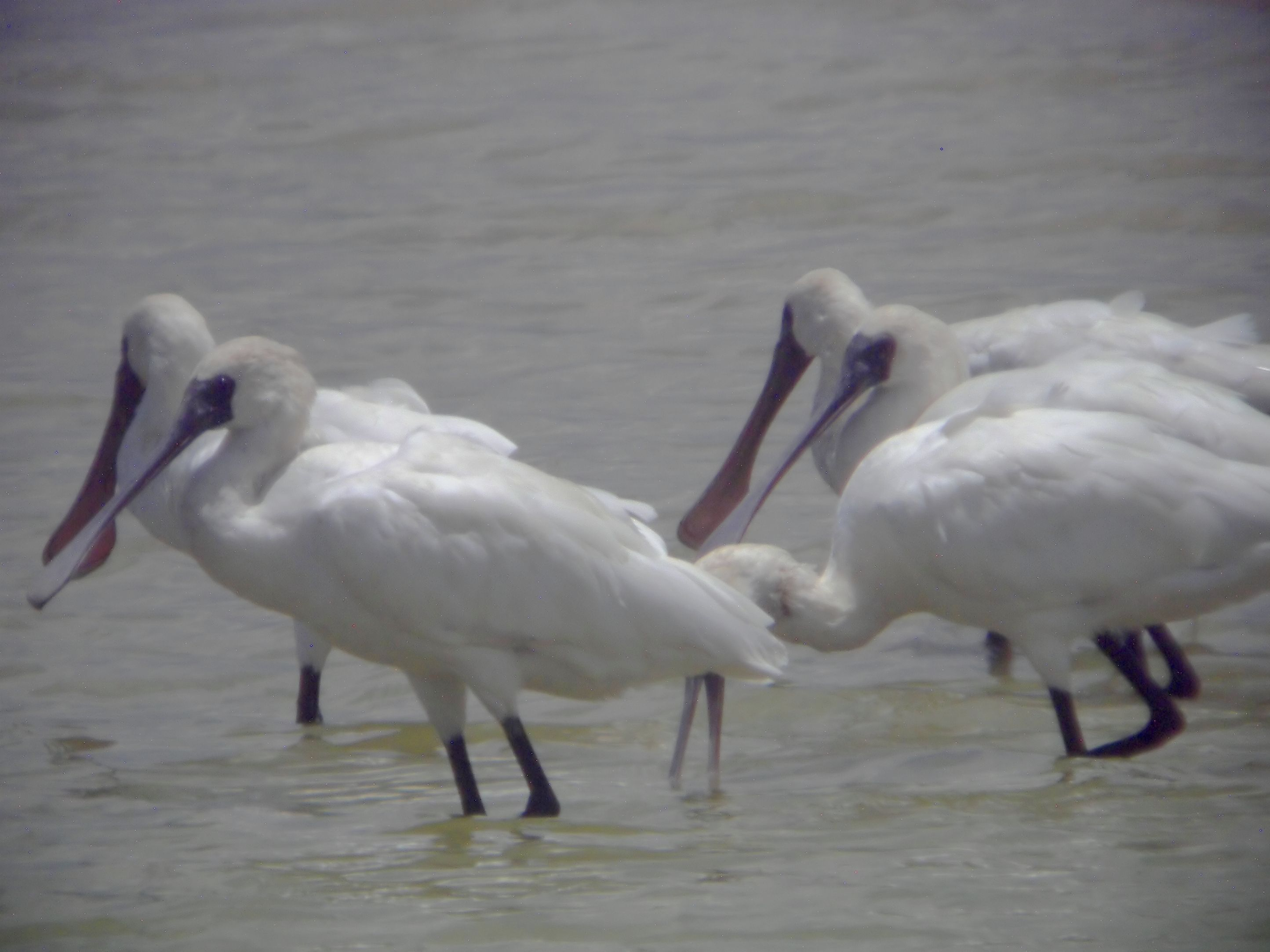
Косар малий (Platalea minor)

Родина: Пеліканові (Pelecanidae)
| Українська назва | Біноміальна назва      | Примітки                           |
| ---------------- | ---------------------- | ---------------------------------- |
| Пелікан сірий    | Pelecanus philippensis | Рідкісний, принаймні раз гніздився |

Родина: Чаплеві (Ardeidae)
| Українська назва     | Біноміальна назва       | Примітки                   |
| -------------------- | ----------------------- | -------------------------- |
| Бугай водяний        | Botaurus stellaris      | Зимуючий                   |
| Бугайчик китайський  | Ixobrychus sinensis     |                            |
| Бугайчик амурський,  | Ixobrychus eurhythmus   | Перелітний                 |
| Бугайчик рудий       | Ixobrychus cinnamomeus  |                            |
| Бугайчик чорний      | Ixobrychus flavicollis  |                            |
| Чапля сіра           | Ardea cinerea           | Зимуючий, раніше гніздовий |
| Чапля суматранська   | Ardea sumatrana         | Дуже рідкісний             |
| Чапля руда           | Ardea purpurea          | Зимуючий                   |
| Чепура велика        | Ardea alba              |                            |
| Чепура середня       | Ardea intermedia        | Зимуючий                   |
| Чепура жовтодзьоба   | Egretta eulophotes      | Дуже рідкісний, зимуючий   |
| Чепура мала          | Egretta garzetta        |                            |
| Чепура тихоокеанська | Egretta sacra           |                            |
| Чапля єгипетська     | Bubulcus ibis           |                            |
| Чапля індійська      | Ardeola grayii          |                            |
| Чапля китайська      | Ardeola bacchus         | Зимуючий                   |
| Чапля яванська       | Ardeola speciosa        |                            |
| Чапля мангрова       | Butorides striata       |                            |
| Квак звичайний       | Nycticorax nycticorax   |                            |
| Квак малайський      | Gorsachius melanolophus |                            |

Родина: Ібісові (Threskiornithidae)
| Українська назва | Біноміальна назва           | Примітки                 |
| ---------------- | --------------------------- | ------------------------ |
| Коровайка бура   | Plegadis falcinellus        |                          |
| Ібіс священний   | Threskiornis aethiopicus    | Інтродукований           |
| Ібіс сивоперий   | Threskiornis melanocephalus |                          |
| Ібіс білоплечий  | Pseudibis davisoni          | Знищений                 |
| Ібіс гігантський | Pseudibis gigantea          | Знищений                 |
| Косар білий      | Platalea leucorodia         | Дуже рідкісний, зимуючий |
| Косар малий      | Platalea minor              | Дуже рідкісний, зимуючий |

## Яструбоподібні(Accipitriformes)

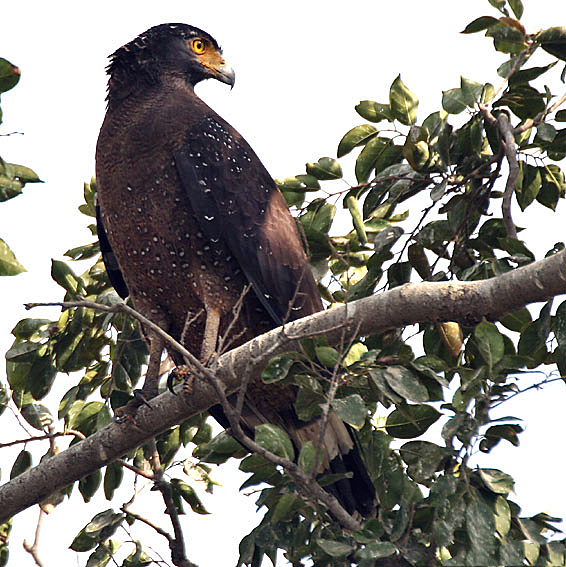
Змієїд чубатий (Spilornis cheela)

Родина: Скопові (Pandionidae)
| Українська назва | Біноміальна назва | Примітки |
| ---------------- | ----------------- | -------- |
| Скопа            | Pandion haliaetus | Зимуючий |

Родина: Яструбові (Accipitridae)
| Українська назва       | Біноміальна назва       | Примітки                        |
| ---------------------- | ----------------------- | ------------------------------- |
| Шуліка чорноплечий     | Elanus caeruleus        |                                 |
| Осоїд чубатий          | Pernis ptilorhynchus    |                                 |
| Шуляк азійський        | Aviceda jerdoni         |                                 |
| Шуляк чорний           | Aviceda leuphotes       |                                 |
|                        | Sarcogyps calvus        |                                 |
| Гриф чорний            | Aegypius monachus       | Рідкісний, зимуючий             |
| Сип бенгальський       | Gyps bengalensis        | Імовірно знищений               |
|                        | Gyps tenuirostris       | Знищений                        |
| Кумай                  | Gyps himalayensis       | Випадковий                      |
| Змієїд чубатий         | Spilornis cheela        |                                 |
| Змієїд блакитноногий   | Circaetus gallicus      | Рідкісний, перелітний, зимуючий |
| Шуліка-широкорот       | Macheiramphus alcinus   |                                 |
|                        | Nisaetus cirrhatus      |                                 |
| Орел-чубань гірський   | Nisaetus nipalensis     |                                 |
|                        | Nisaetus alboniger      |                                 |
|                        | Nisaetus nanus          |                                 |
| Орел-карлик індійський | Lophotriorchis kienerii |                                 |
| Орел чорний            | Ictinaetus malaiensis   |                                 |
| Підорлик великий       | Clanga clanga           | Рідкісний, перелітний, зимуючий |
| Орел-карлик            | Hieraaetus pennatus     | Рідкісний, перелітний, зимуючий |
| Орел степовий          | Aquila nipalensis       | Випадковий                      |
| Могильник східний      | Aquila heliaca          | Рідкісний, зимуючий             |
| Орел-карлик яструбиний | Aquila fasciata         | Рідкісний                       |
| Канюк білоокий         | Butastur teesa          | Випадковий                      |
| Канюк рудокрилий       | Butastur liventer       |                                 |
| Канюк яструбиний       | Butastur indicus        | Перелітний, зимуючий            |
| Лунь очеретяний        | Circus aeruginosus      | Рідкісний, зимуючий             |
|                        | Circus spilonotus       | Зимуючий                        |
| Лунь польовий          | Circus cyaneus          | Рідкісний, зимуючий             |
| Лунь степовий          | Circus macrourus        | Випадковий                      |
|                        | Circus melanoleucos     | Зимуючий                        |
| Яструб чубатий         | Accipiter trivirgatus   |                                 |
| Яструб туркестанський  | Accipiter badius        |                                 |
| Яструб китайський      | Accipiter soloensis     | Перелітний, зимуючий            |
| Яструб японський       | Accipiter gularis       | Перелітний, зимуючий            |
| Яструб яванський       | Accipiter virgatus      |                                 |
| Яструб малий           | Accipiter nisus         | Рідкісний, зимуючий             |
| Яструб великий         | Accipiter gentilis      | Рідкісний, зимуючий             |
| Шуліка чорний          | Milvus migrans          | Зимуючий, іноді гніздовий       |
| Шуліка королівський    | Haliastur indus         |                                 |
| Орлан-білохвіст        | Haliaeetus albicilla    | Випадковий                      |
| Орлан-довгохвіст       | Haliaeetus leucoryphus  | Випадковий, імовірно знищений   |
| Орлан білочеревий      | Haliaeetus leucogaster  |                                 |
| Орлан-рибалка малий    | Icthyophaga humilis     | Рідкісний, осілий               |
| Орлан-рибалка великий  | Icthyophaga ichthyaetus | Дуже рідкісний                  |
| Канюк звичайний        | Buteo buteo             |                                 |
|                        | Buteo refectus          |                                 |
|                        | Buteo japonicus         | Зимуючий                        |
| Канюк степовий,        | Buteo rufinus           | Випадковий                      |

## Совоподібні(Strigiformes)

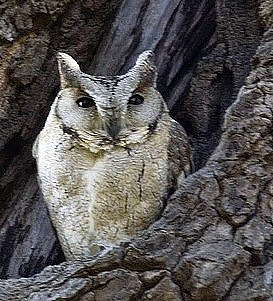
Сплюшка бангладеська (Otus lettia)

Родина: Сипухові (Tytonidae)
| Українська назва | Біноміальна назва | Примітки |
| ---------------- | ----------------- | -------- |
| Сипуха східна    | Tyto longimembris |          |
| Сипуха крапчаста | Tyto alba         |          |
| Лехуза вухата    | Phodilus badius   |          |

Родина: Совові (Strigidae)
| Українська назва           | Біноміальна назва     | Примітки                 |
| -------------------------- | --------------------- | ------------------------ |
| Сплюшка білолоба           | Otus sagittatus       | Рідкісний                |
| Сплюшка суматранська       | Otus rufescens        | Рідкісний                |
| Сплюшка гірська            | Otus spilocephalus    |                          |
| Сплюшка бангладеська       | Otus lettia           |                          |
| Сплюшка калімантанська     | Otus lempiji          |                          |
| Сплюшка східноазійська     | Otus sunia            |                          |
| Пугач непальський          | Bubo nipalensis       |                          |
| Пугач суматранський        | Bubo sumatranus       |                          |
| Пугач брунатний            | Bubo coromandus       | Дуже рідкісний           |
| Пугач-рибоїд бурий         | Ketupa zeylonensis    |                          |
| Пугач-рибоїд малазійський  | Ketupa ketupu         |                          |
| Сичик-горобець малий       | Taenioptynx brodiei   |                          |
| Сичик-горобець азійський   | Glaucidium cuculoides |                          |
|                            | Athene brama          |                          |
| Сова таїландська           | Strix seloputo        |                          |
| Сова бура                  | Strix leptogrammica   |                          |
| Сова болотяна              | Asio flammeus         | Дуже рідкісний, зимуючий |
| Сова-голконіг далекосхідна | Ninox scutulata       |                          |
| Сова-голконіг японська     | Ninox japonica        | Випадковий               |

## Трогоноподібні(Trogoniformes)

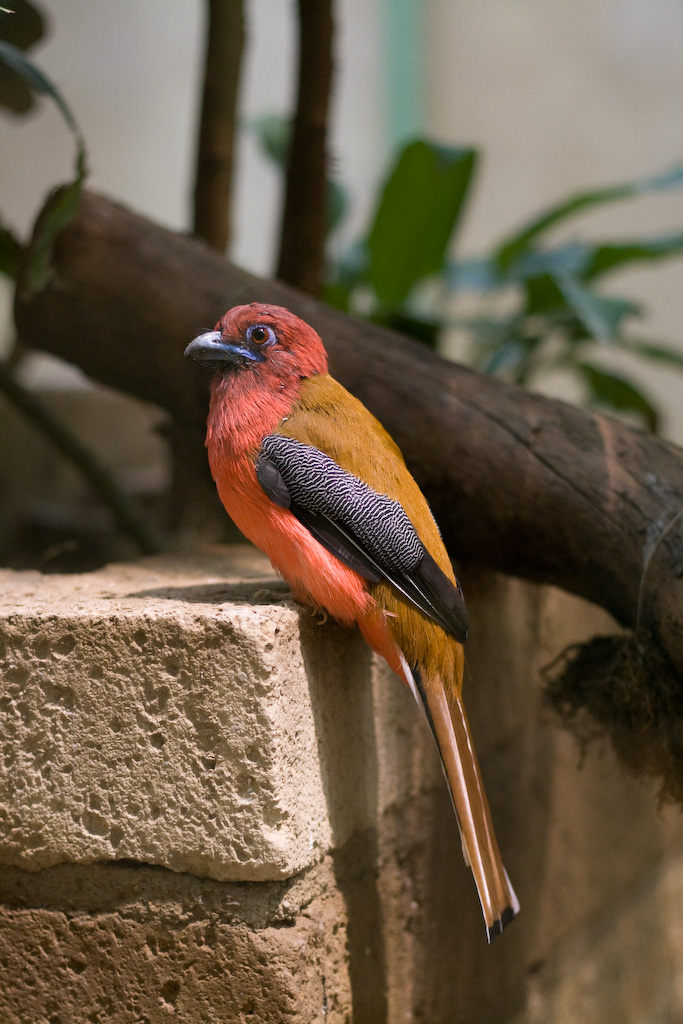
Трогон червоноголовий (Harpactes erythrocephalus)

Родина: Трогонові (Trogonidae)
| Українська назва       | Біноміальна назва         | Примітки  |
| ---------------------- | ------------------------- | --------- |
| Казунба                | Harpactes kasumba         | Рідкісний |
| Трогон борнейський     | Harpactes diardii         |           |
| Трогон чорноголовий    | Harpactes orrhophaeus     | Рідкісний |
| Трогон червоногузий    | Harpactes duvaucelii      |           |
| Трогон червоноголовий  | Harpactes erythrocephalus |           |
| Трогон оливковоголовий | Harpactes oreskios        |           |

## Bucerotiformes
Родина: Одудові (Upupidae)
| Українська назва | Біноміальна назва | Примітки |
| ---------------- | ----------------- | -------- |
| Одуд             | Upupa epops       |          |

Родина: Птахи-носороги (Bucerotidae)

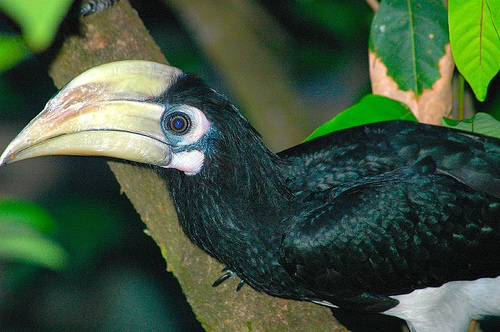
Птах-носоріг малабарський (Anthracoceros albirostris)

| Українська назва          | Біноміальна назва          | Примітки                   |
| ------------------------- | -------------------------- | -------------------------- |
| Калао білочубий           | Berenicornis comatus       |                            |
| Калао довгохвостий        | Buceros vigil              |                            |
| Гомрай великий            | Buceros rhinoceros         | Рідкісний, крайній південь |
| Гомрай дворогий           | Buceros bicornis           |                            |
| Калао короткочубий        | Anorrhinus galeritus       |                            |
| Калао білощокий           | Anorrhinus austeni         |                            |
| Калао рудощокий           | Anorrhinus tickelli        |                            |
| Птах-носоріг чорний       | Anthracoceros malayanus    | Рідкісний                  |
| Птах-носоріг малабарський | Anthracoceros albirostris  |                            |
| Калао непальський         | Aceros nipalensis          | Рідкісний                  |
| Калао смугастодзьобий     | Rhyticeros undulatus       |                            |
| Калао таїландський        | Rhyticeros subruficollis   | Рідкісний                  |
| Калао білогорлий          | Rhabdotorrhinus corrugatus |                            |

## Сиворакшоподібні(Coraciiformes)

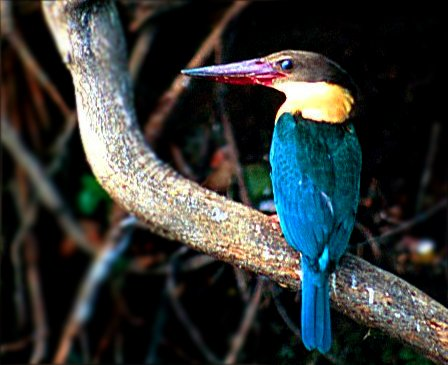
Гуріал смарагдовокрилий (Pelargopsis capensis)

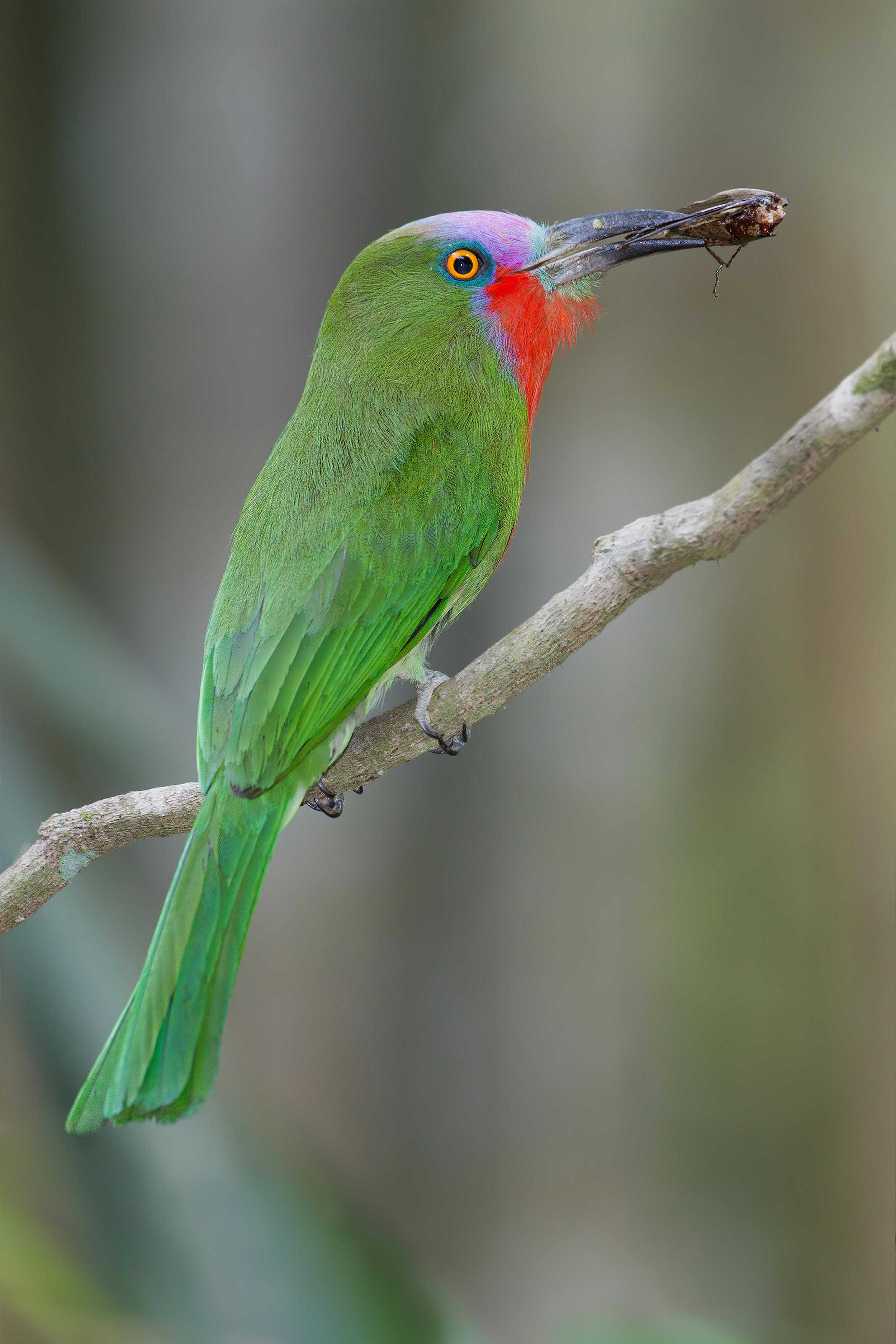
Бджолоїдка рожевоголова (Nyctyornis amictus)

Родина: Рибалочкові (Alcedinidae)
| Українська назва            | Біноміальна назва       | Примітки                 |
| --------------------------- | ----------------------- | ------------------------ |
| Рибалочка-геркулес          | Alcedo hercules         | Дуже рідкісний, зимуючий |
| Рибалочка блакитний         | Alcedo atthis           | Зимуючий                 |
| Рибалочка темно-синій       | Alcedo meninting        |                          |
| Рибалочка малазійський      | Alcedo peninsulae       |                          |
| Рибалочка-крихітка трипалий | Ceyx erithaca           |                          |
|                             | Ceyx rufidorsa          |                          |
| Альціон смугастий           | Lacedo pulchella        |                          |
| Гуріал бурокрилий           | Pelargopsis amauroptera |                          |
| Гуріал смарагдовокрилий     | Pelargopsis capensis    |                          |
| Альціон вогнистий           | Halcyon coromanda       |                          |
| Альціон білогрудий          | Halcyon smyrnensis      |                          |
| Альціон чорноголовий        | Halcyon pileata         | Зимуючий і мігруючий     |
| Альціон священний           | Todiramphus sanctus     | Випадковий               |
| Альціон білошиїй            | Todiramphus chloris     |                          |
| Альціон малазійський        | Actenoides concretus    | Рідкісний                |
| Рибалочка-чубань азійський  | Megaceryle lugubris     |                          |
|                             | Ceryle rudis            |                          |

Родина: Бджолоїдкові (Meropidae)
| Українська назва        | Біноміальна назва    | Примітки                     |
| ----------------------- | -------------------- | ---------------------------- |
| Бджолоїдка рожевоголова | Nyctyornis amictus   |                              |
| Бджолоїдка велика       | Nyctyornis athertoni |                              |
| Бджолоїдка мала         | Merops orientalis    |                              |
| Бджолоїдка синьогорла   | Merops viridis       | Осілий, зимуючий, перелітний |
| Бджолоїдка синьохвоста  | Merops philippinus   | Осілий, зимуючий, перелітний |
| Бджолоїдка індійська    | Merops leschenaulti  |                              |

Родина: Сиворакшові (Coraciidae)
| Українська назва        | Біноміальна назва     | Примітки |
| ----------------------- | --------------------- | -------- |
| Сиворакша індокитайська | Coracias affinis      |          |
| Широкорот східний       | Eurystomus orientalis |          |

## Дятлоподібні(Piciformes)
Родина: Бородастикові (Megalaimidae)

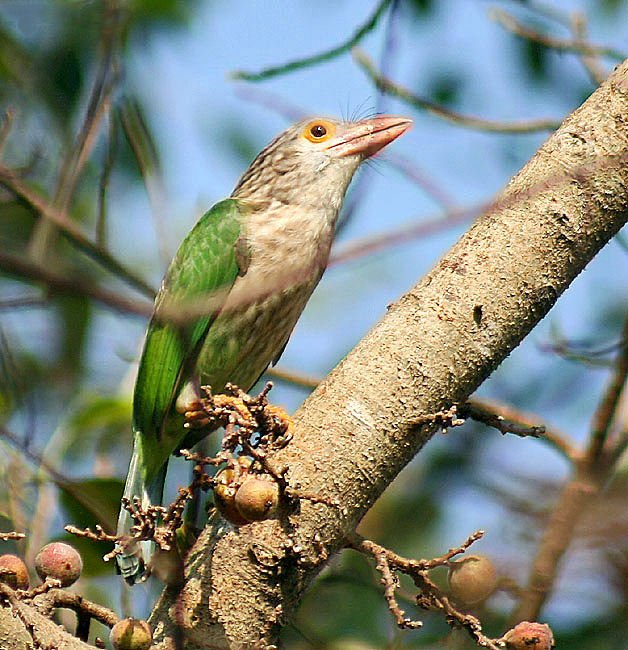
Бородастик смугастий (Psilopogon lineatus)

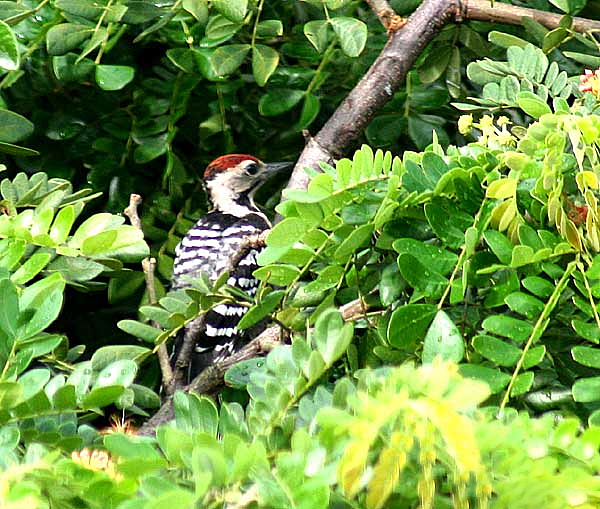
Дятел цятковановолий (Dendrocopos analis)

| Українська назва           | Біноміальна назва        | Примітки   |
| -------------------------- | ------------------------ | ---------- |
|                            | Caloramphus hayii        |            |
| Бородастик червоноголовий  | Psilopogon haemacephalus |            |
| Бородастик малазійський    | Psilopogon duvaucelii    |            |
| Бородастик червоночубий    | Psilopogon pyrolophus    | Випадковий |
| Бородастик великий         | Psilopogon virens        |            |
| Бородастик вогнистоголовий | Psilopogon rafflesii     | Рідкісний  |
| Бородастик червоногорлий   | Psilopogon mystacophanos |            |
| Бородастик золотолобий     | Psilopogon henricii      |            |
| Бородастик зеленощокий     | Psilopogon faiostrictus  |            |
| Бородастик смугастий       | Psilopogon lineatus      |            |
| Бородастик золотогорлий    | Psilopogon franklinii    |            |
|                            | Psilopogon auricularis   |            |
| Бородастик жовтовусий      | Psilopogon chrysopogon   |            |
| Бородастик чорновусий      | Psilopogon incognitus    |            |
| Бородастик блакитнощокий   | Psilopogon asiaticus     |            |
| Бородастик чорнобровий     | Psilopogon oorti         |            |
|                            | Psilopogon chersonesus   | Ендемік    |

Родина: Воскоїдові (Indicatoridae)
| Українська назва     | Біноміальна назва        | Примітки  |
| -------------------- | ------------------------ | --------- |
| Воскоїд малазійський | Indicator archipelagicus | Рідкісний |

Родина: Дятлові (Picidae)
| Українська назва             | Біноміальна назва             | Примітки   |
| ---------------------------- | ----------------------------- | ---------- |
| Крутиголовка звичайна        | Jynx torquilla                | Зимуючий   |
| Добаш індійський             | Picumnus innominatus          |            |
| Добаш малазійський           | Sasia abnormis                |            |
| Добаш білобровий             | Sasia ochracea                |            |
| Дятел-куцохвіст червоночубий | Hemicircus concretus          |            |
| Дятел-куцохвіст чорночубий   | Hemicircus canente            |            |
| Дятел малазійський           | Yungipicus moluccensis        | Випадковий |
| Дятел сіролобий              | Yungipicus canicapillus       |            |
|                              | Leiopicus mahrattensis        | Рідкісний  |
|                              | Dendrocopos hyperythrus       |            |
|                              | Dendrocopos analis            |            |
|                              | Dendrocopos atratus           |            |
|                              | Dryobates cathpharius         |            |
| Древняк малий                | Blythipicus rubiginosus       |            |
| Древняк смугастий            | Blythipicus pyrrhotis         |            |
| Дятел вогнистий              | Reinwardtipicus validus       |            |
| Дзьобак індокитайський       | Chrysocolaptes guttacristatus |            |
| Ятла руда                    | Micropternus brachyurus       |            |
| Дятел-коротун бурий          | Meiglyptes tukki              |            |
| Дятел-коротун смугастокрилий | Meiglyptes tristis            |            |
| Дятел-коротун чорний         | Meiglyptes jugularis          |            |
| Дзекіль світлоголовий        | Gecinulus grantia             |            |
| Дзекіль червоноголовий       | Gecinulus viridis             |            |
| Дзьобак оливковий            | Gecinulus rafflesii           | Рідкісний  |
| Дзьобак золотоспинний        | Dinopium javanense            |            |
| Жовна мала                   | Picus chlorolophus            |            |
| Жовна червонокрила           | Picus puniceus                |            |
|                              | Picus xanthopygaeus           |            |
|                              | Picus viridanus               |            |
|                              | Picus vittatus                |            |
| Жовна сива                   | Picus canus                   |            |
|                              | Picus erythropygius           |            |
| Жовна вогниста               | Chrysophlegma miniaceum       |            |
| Жовна жовтогорла             | Chrysophlegma flavinucha      |            |
| Жовна каштановошия           | Chrysophlegma mentale         |            |
| Торомба велика               | Mulleripicus pulverulentus    |            |
|                              | Dryocopus javensis            |            |

## Соколоподібні(Falconiformes)

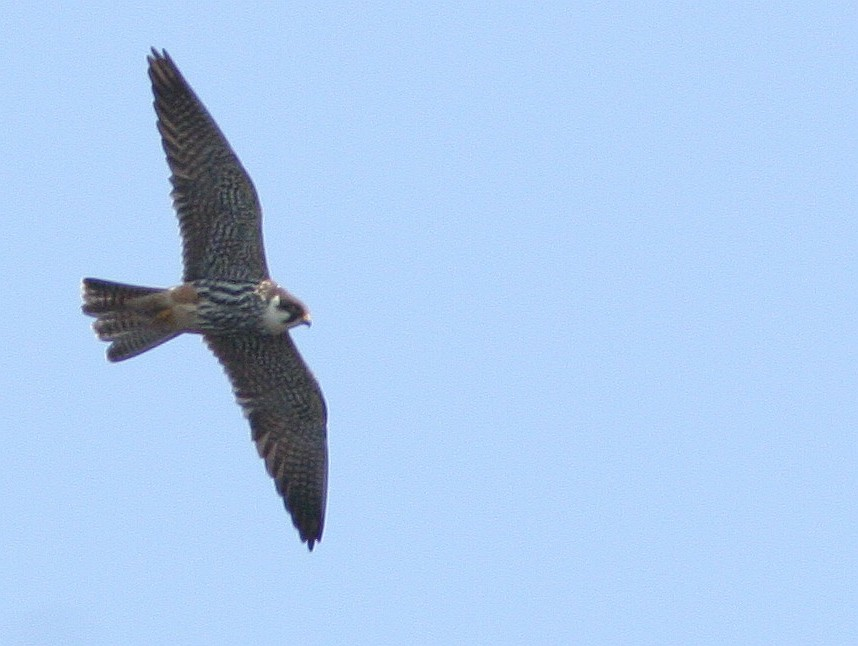
Підсоколик великий (Falco subbuteo)

Родина: Соколові (Falconidae)
| Українська назва          | Біноміальна назва         | Примітки                   |
| ------------------------- | ------------------------- | -------------------------- |
| Сокіл-крихітка азійський  | Polihierax insignis       |                            |
| Сокіл-карлик червононогий | Microhierax caerulescens  |                            |
| Сокіл-карлик чорноногий   | Microhierax fringillarius |                            |
| Боривітер звичайний       | Falco tinnunculus         | Зимуючий                   |
| Кібчик амурський          | Falco amurensis           | Дуже рідкісний, перелітний |
| Підсоколик малий          | Falco columbarius         | Випадковий                 |
| Підсоколик великий        | Falco subbuteo            | Рідкісний, зимуючий        |
| Підсоколик східний        | Falco severus             |                            |
| Сапсан                    | Falco peregrinus          | Переважно зимуючий         |

## Папугоподібні(Psittaciformes)
Родина: Psittaculidae
| Українська назва       | Біноміальна назва    | Примітки       |
| ---------------------- | -------------------- | -------------- |
| Папуга синьоголовий    | Psittinus cyanurus   | Рідкісний      |
| Папуга індійський      | Psittacula eupatria  | Рідкісний      |
| Папуга Крамера         | Psittacula krameri   | Інтродукований |
| Папуга сіроголовий     | Psittacula finschii  |                |
| Папужець рожевоголовий | Psittacula roseata   |                |
| Папужець рожевоволий   | Psittacula alexandri |                |
| Кориліс індійський     | Loriculus vernalis   |                |
| Серендак               | Loriculus galgulus   |                |

## Горобцеподібні(Passeriformes)

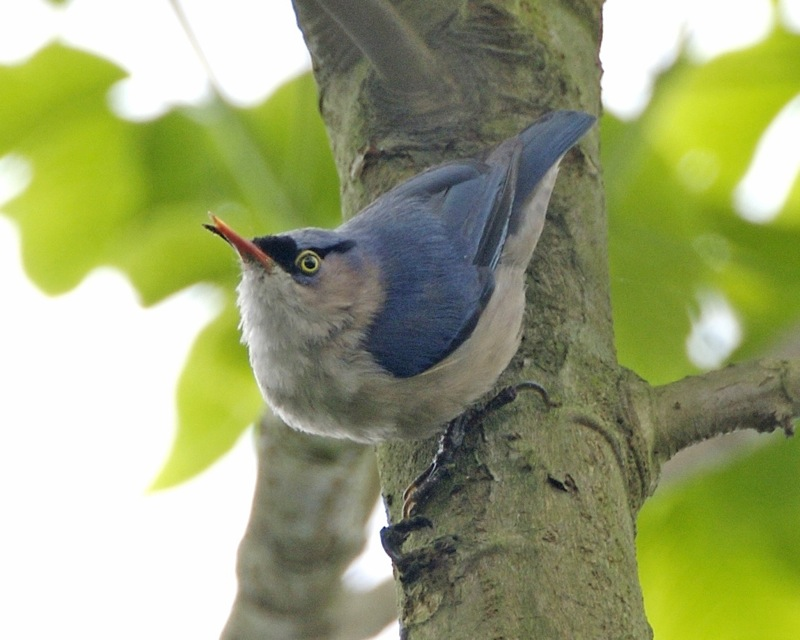
Повзик червонодзьобий (Sitta frontalis)

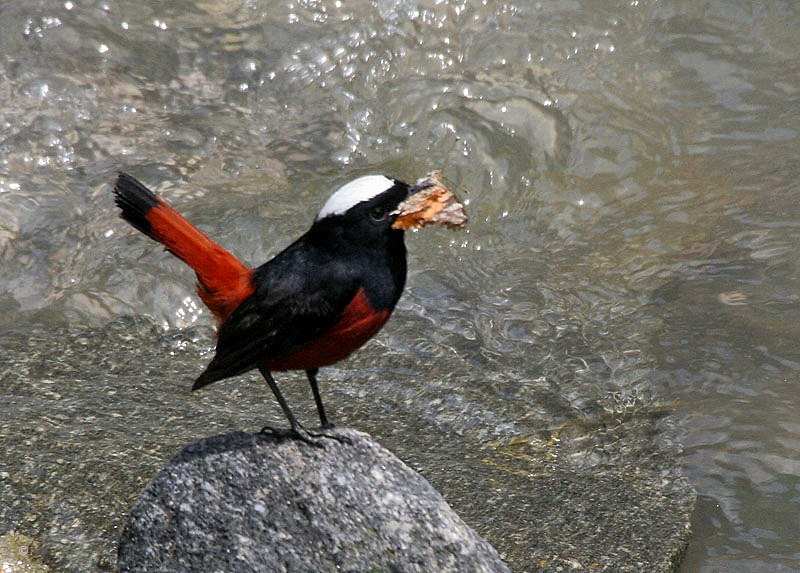
Горихвістка водяна (Phoenicurus leucocephalus)

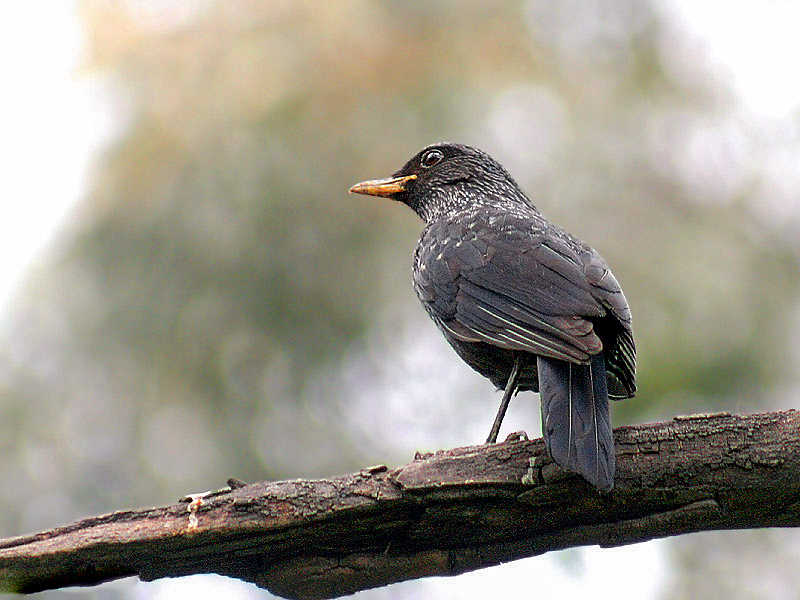
Аренга велика (Myophonus caeruleus)

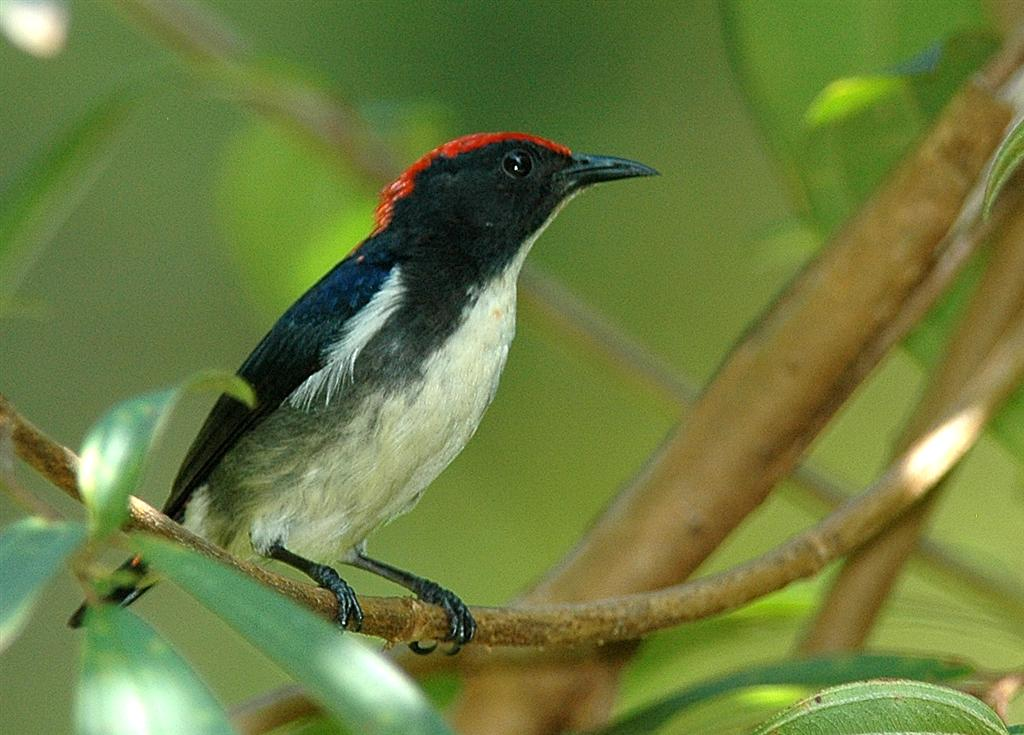
Квіткоїд червоний (Dicaeum cruentatum)

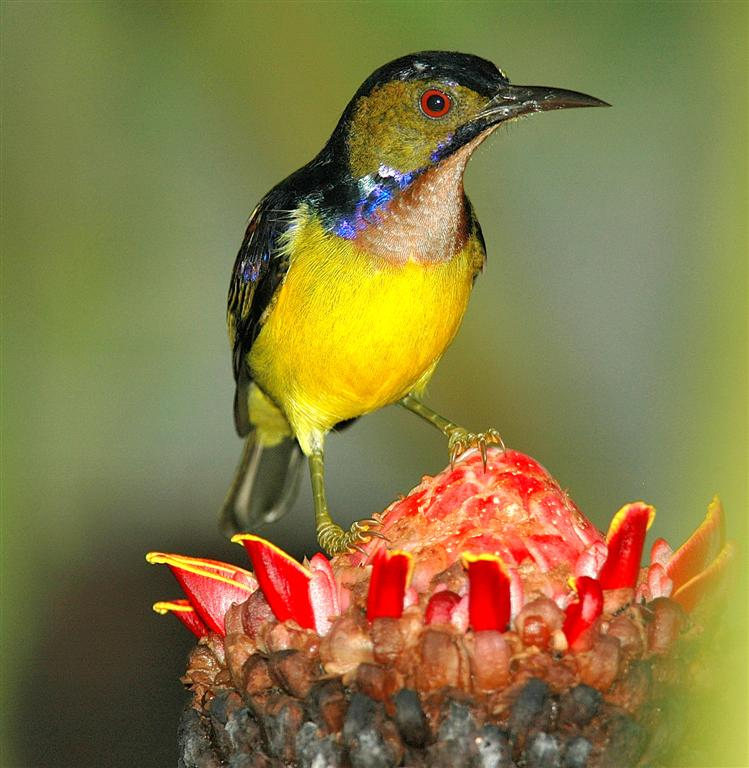
Саїманга жовточерева (Anthreptes malacensis)

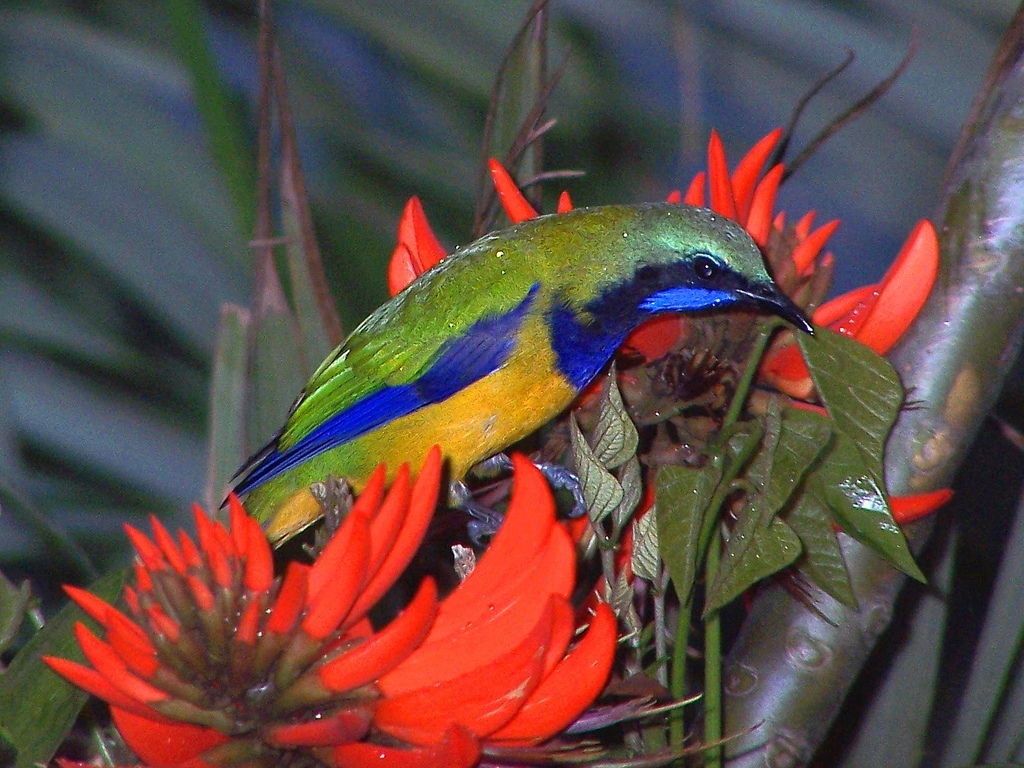
Зеленчик золоточеревий (Chloropsis hardwickii)

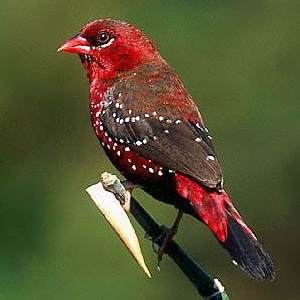
Бенгалик червоний (Amandava amandava)

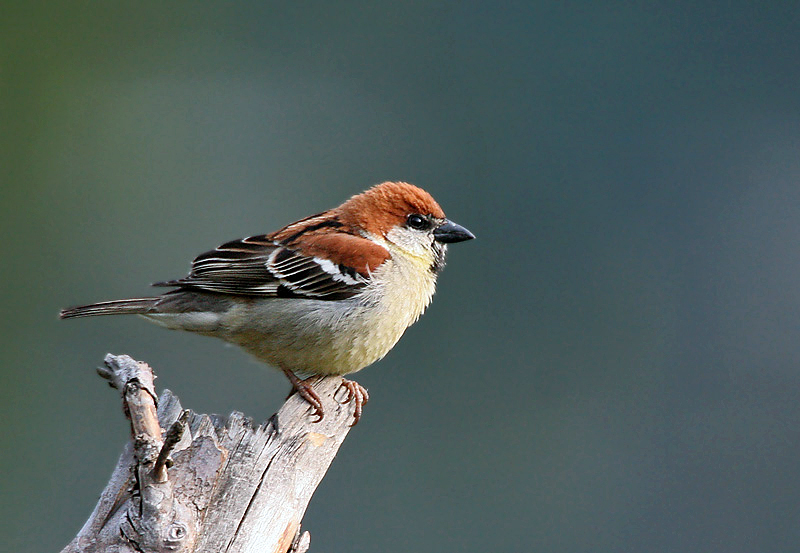
Горобець рудий (Passer cinnamomeus)

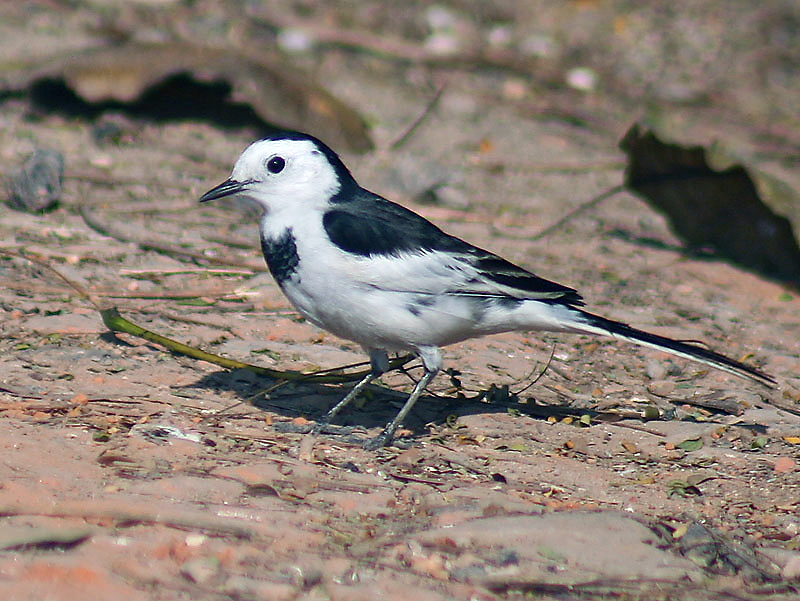
З трьох підвидів білої плиски (Motacilla alba), що зимують в Таїланді, M. a. leucopsis є найпоширенішим.

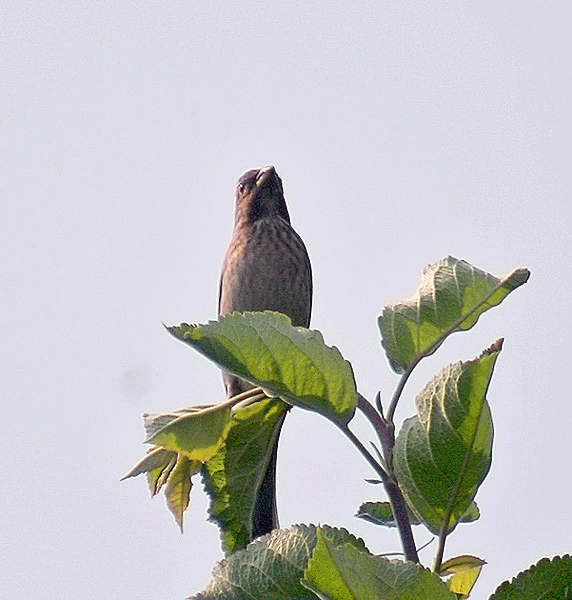
Чечевиця звичайна (Carpodacus erythrinus)

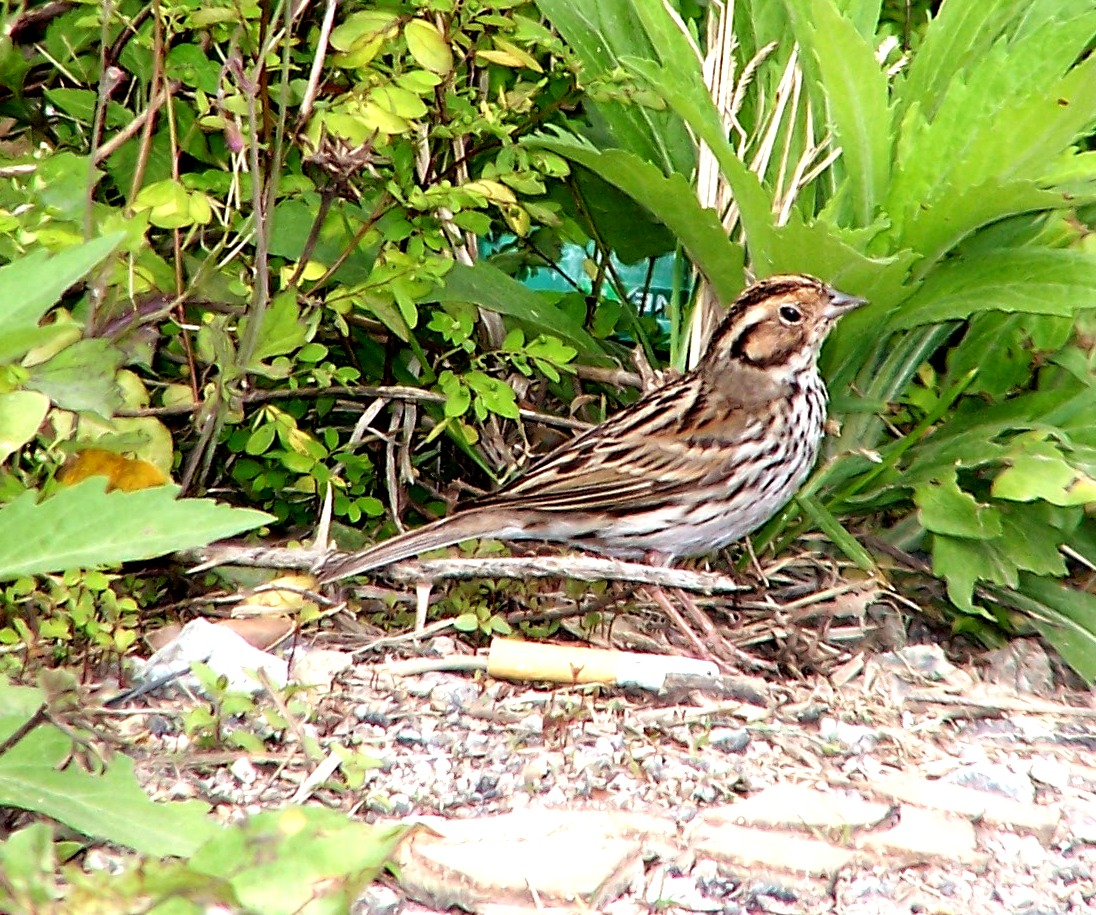
Вівсянка-крихітка (Emberiza pusilla)

Родина: Смарагдорогодзьобові (Calyptomenidae)
| Українська назва      | Біноміальна назва   | Примітки |
| --------------------- | ------------------- | -------- |
| Рогодзьоб смарагдовий | Calyptomena viridis |          |

Родина: Рогодзьобові (Eurylaimidae)
| Українська назва         | Біноміальна назва           | Примітки |
| ------------------------ | --------------------------- | -------- |
| Рогодзьоб червоночеревий | Cymbirhynchus macrorhynchos |          |
| Рогодзьоб довгохвостий   | Psarisomus dalhousiae       |          |
| Рогодзьоб синьокрилий    | Serilophus lunatus          |          |
| Рогодзьоб пурпуровий     | Eurylaimus javanicus        |          |
| Рогодзьоб жовтоокий      | Eurylaimus ochromalus       |          |
| Рогодзьоб бурий          | Corydon sumatranus          |          |

Родина: Пітові (Pittidae)
| Українська назва | Біноміальна назва      | Примітки                                |
| ---------------- | ---------------------- | --------------------------------------- |
| Піта гранатова   | Erythropitta granatina | Рідкісний                               |
| Піта вухата      | Hydrornis phayrei      |                                         |
| Піта руда        | Hydrornis oatesi       |                                         |
| Піта непальська  | Hydrornis nipalensis   |                                         |
| Піта синьогуза   | Hydrornis soror        |                                         |
| Піта велика      | Hydrornis caeruleus    | Рідкісний                               |
| Піта малазійська | Hydrornis irena        |                                         |
| Піта синя        | Hydrornis cyaneus      |                                         |
| Піта зелена      | Hydrornis elliotii     | Рідкісний                               |
| Піта чорночерева | Hydrornis gurneyi      | Заново відкритий в 1986 році, рідкісний |
| Піта синьокрила  | Pitta moluccensis      | Зимуючий, перелітний                    |
| Піта китайська   | Pitta nympha           | Випадковий                              |
| Піта чорноголова | Pitta sordida          |                                         |
| Піта мангрова    | Pitta megarhyncha      |                                         |

Родина: Шиподзьобові (Acanthizidae)
| Українська назва     | Біноміальна назва  | Примітки |
| -------------------- | ------------------ | -------- |
| Ріроріро золотоволий | Gerygone sulphurea |          |

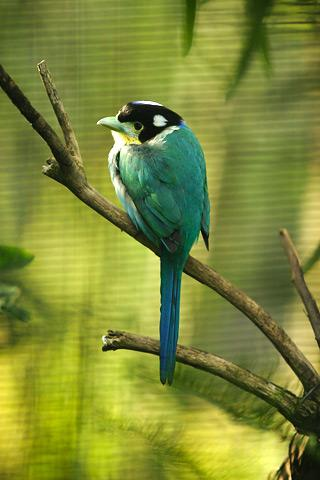
Рогодзьоб довгохвостий (Psarisomus dalhousiae)

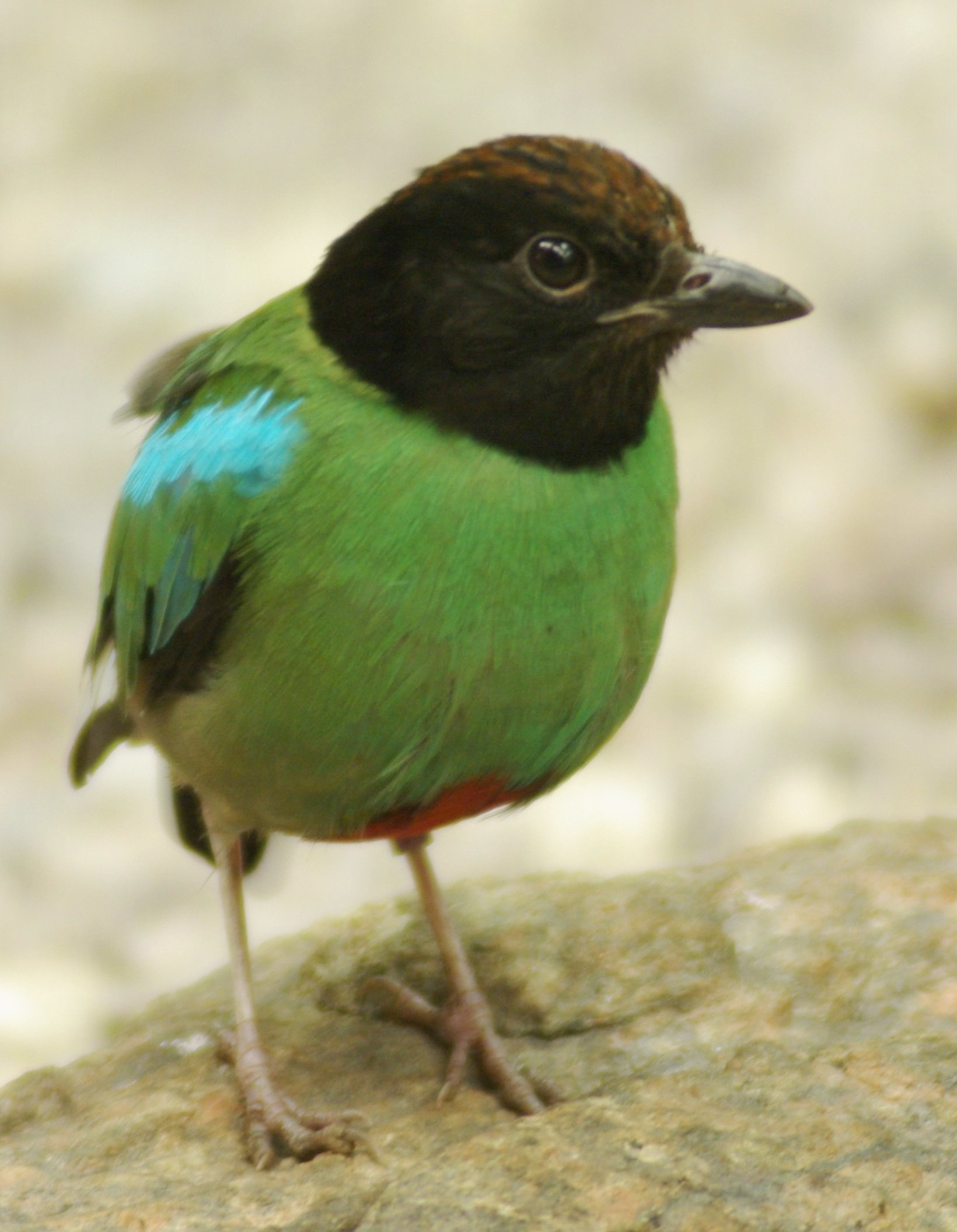
Піта чорноголова (Pitta sordida)

Родина: Личинкоїдові (Campephagidae)
| Українська назва         | Біноміальна назва         | Примітки          |
| ------------------------ | ------------------------- | ----------------- |
| Личинкоїд червоний       | Pericrocotus igneus       |                   |
| Личинкоїд малий          | Pericrocotus cinnamomeus  |                   |
| Личинкоїд сірощокий      | Pericrocotus solaris      |                   |
| Личинкоїд короткодзьобий | Pericrocotus brevirostris |                   |
| Личинкоїд китайський     | Pericrocotus ethologus    |                   |
| Личинкоїд пломенистий    | Pericrocotus speciosus    |                   |
| Личинкоїд сірий          | Pericrocotus divaricatus  | Зимуючий          |
| Личинкоїд бурий          | Pericrocotus cantonensis  |                   |
| Личинкоїд рожевий        | Pericrocotus roseus       | Зимуючий          |
| Шикачик великий          | Coracina macei            |                   |
| Шикачик смугастий        | Coracina striata          | Рідкісний         |
| Шикачик яванський        | Coracina javensis         | Випадковий        |
| Оругеро широкобровий     | Lalage nigra              |                   |
| Шикачик чорнокрилий      | Lalage melaschistos       | Осілий і зимуючий |
| Шикачик карликовий       | Lalage fimbriata          |                   |
| Шикачик садовий          | Coracina polioptera       |                   |

Родина: Віреонові (Vireonidae)
| Українська назва    | Біноміальна назва      | Примітки |
| ------------------- | ---------------------- | -------- |
| Янчик рододендровий | Pteruthius aeralatus   |          |
| Янчик рудогорлий    | Pteruthius melanotis   |          |
| Янчик тріскотливий  | Pteruthius intermedius |          |
| Югина зеленоспинна  | Erpornis zantholeuca   |          |

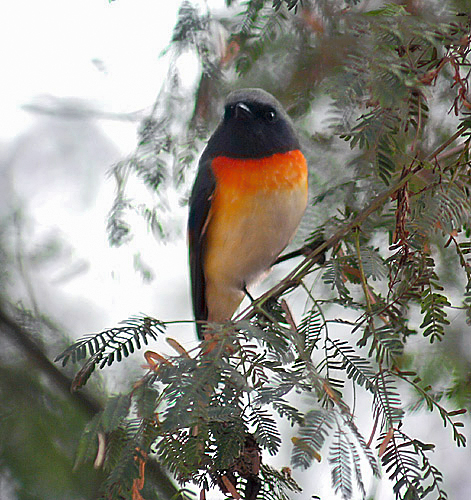
Личинкоїд малий (Pericrocotus cinnamomeus)

Родина: Свистунові (Pachycephalidae)
| Українська назва | Біноміальна назва    | Примітки |
| ---------------- | -------------------- | -------- |
| Свистун сірий    | Pachycephala cinerea |          |

Родина: Вивільгові (Oriolidae)
| Українська назва        | Біноміальна назва    | Примітки            |
| ----------------------- | -------------------- | ------------------- |
| Вивільга смугасточерева | Oriolus xanthonotus  |                     |
| Вивільга чорноголова    | Oriolus chinensis    | Зимуючий            |
| Вивільга тонкодзьоба    | Oriolus tenuirostris | Зимуючий            |
| Вивільга східна         | Oriolus xanthornus   |                     |
| Вивільга червоногруда   | Oriolus cruentus     | Випадковий          |
| Вивільга червона        | Oriolus traillii     |                     |
| Вивільга сріблиста      | Oriolus mellianus    | Рідкісний, зимуючий |

Родина: Ланграйнові (Artamidae)
| Українська назва    | Біноміальна назва    | Примітки   |
| ------------------- | -------------------- | ---------- |
| Ланграйн пальмовий  | Artamus fuscus       |            |
| Ланграйн білогрудий | Artamus leucorynchus | Випадковий |

Родина: Вангові (Vangidae)
| Українська назва       | Біноміальна назва          | Примітки |
| ---------------------- | -------------------------- | -------- |
| Ванговець великий      | Tephrodornis virgatus      |          |
| Ванговець малий        | Tephrodornis pondicerianus |          |
| Личинколюб білокрилий  | Hemipus picatus            |          |
| Личинколюб чорнокрилий | Hemipus hirundinaceus      |          |
| Філентома рудокрила    | Philentoma pyrhoptera      |          |
| Філентома чорнощока    | Philentoma velata          |          |

Родина: Йорові (Aegithinidae)
| Українська назва | Біноміальна назва     | Примітки |
| ---------------- | --------------------- | -------- |
| Йора чорнокрила  | Aegithina tiphia      |          |
| Йора зелена      | Aegithina viridissima |          |
| Йора велика      | Aegithina lafresnayei |          |

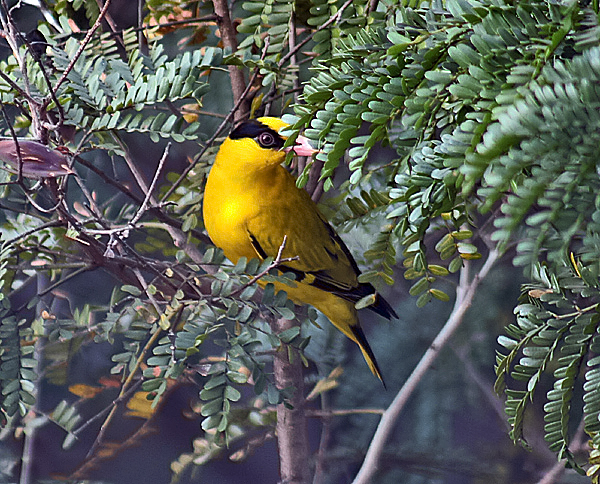
Вивільга чорноголова (Oriolus chinensis)

Родина: Віялохвісткові (Rhipiduridae)

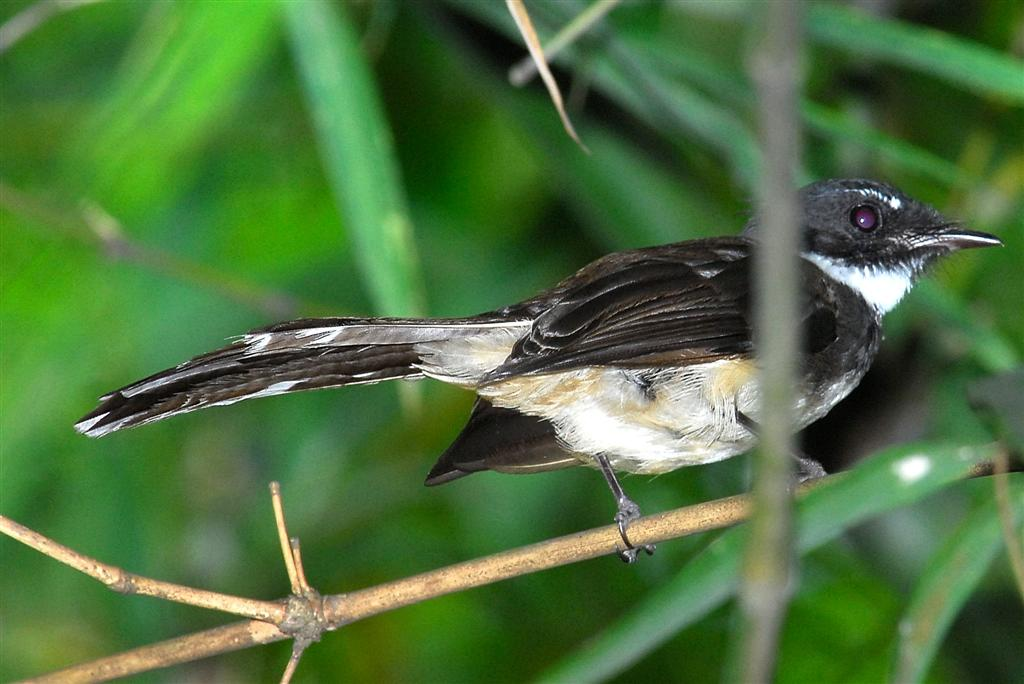
Віялохвістка строката (Rhipidura javanica)

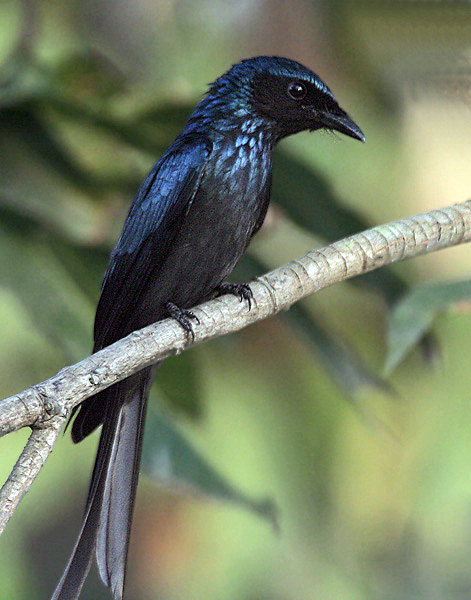
Дронго бронзовий Dicrurus aeneus

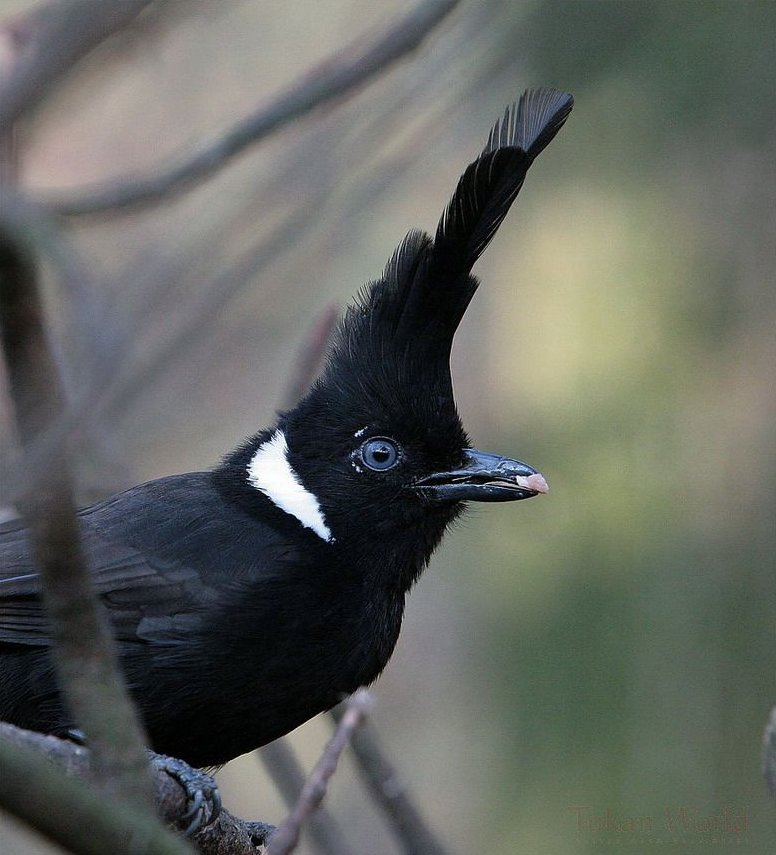
Сойка чубата (Platylophus galericulatus)

| Українська назва         | Біноміальна назва    | Примітки  |
| ------------------------ | -------------------- | --------- |
| Віялохвістка малазійська | Rhipidura perlata    | Рідкісний |
| Віялохвістка строката    | Rhipidura javanica   |           |
| Віялохвістка білогорла   | Rhipidura albicollis |           |
| Віялохвістка білоброва   | Rhipidura aureola    |           |

Родина: Дронгові (Dicruridae)
| Українська назва     | Біноміальна назва     | Примітки            |
| -------------------- | --------------------- | ------------------- |
| Дронго чорний        | Dicrurus macrocercus  | Осілий і зимуючий   |
| Дронго сірий         | Dicrurus leucophaeus  | Осілий і зимуючий   |
| Дронго великодзьобий | Dicrurus annectens    | Зимуючий, мігруючий |
| Дронго бронзовий     | Dicrurus aeneus       |                     |
| Дронго малий         | Dicrurus remifer      |                     |
| Дронго лірохвостий   | Dicrurus hottentottus | Осілий і зимуючий   |
| Дронго великий       | Dicrurus paradiseus   |                     |

Родина: Монархові (Monarchidae)
| Українська назва            | Біноміальна назва       | Примітки                       |
| --------------------------- | ----------------------- | ------------------------------ |
| Монаршик гіацинтовий        | Hypothymis azurea       |                                |
| Монарх-довгохвіст чорний    | Terpsiphone atrocaudata | Рідкісний, зимуючий, мігруючий |
| Монарх-довгохвіст амурський | Terpsiphone incei       |                                |
|                             | Terpsiphone affinis     | Осілий і зимуючий              |

Родина: Platylophidae
| Українська назва | Біноміальна назва         | Примітки |
| ---------------- | ------------------------- | -------- |
| Сойка чубата     | Platylophus galericulatus |          |

Родина: Сорокопудові (Laniidae)
| Українська назва       | Біноміальна назва   | Примітки             |
| ---------------------- | ------------------- | -------------------- |
| Сорокопуд тигровий     | Lanius tigrinus     | Поширений, мігруючий |
| Сорокопуд сибірський   | Lanius cristatus    | Зимуючий             |
| Сорокопуд бірманський  | Lanius collurioides | Зимуючий             |
| Сорокопуд індійський   | Lanius vittatus     | Випадковий           |
| Сорокопуд довгохвостий | Lanius schach       | Мігруючий            |
| Сорокопуд тибетський   | Lanius tephronotus  | Зимуючий             |

Родина: Воронові (Corvidae)
| Українська назва      | Біноміальна назва       | Примітки       |
| --------------------- | ----------------------- | -------------- |
| Сорока чорна          | Platysmurus leucopterus |                |
| Сойка звичайна        | Garrulus glandarius     |                |
| Кіта червонодзьоба    | Urocissa erythrorhyncha |                |
| Циса зелена           | Cissa chinensis         |                |
| Циса східна           | Cissa hypoleuca         |                |
| Вагабунда світлокрила | Dendrocitta vagabunda   |                |
| Вагабунда сіровола    | Dendrocitta formosae    |                |
| Вагабунда чорна       | Crypsirina temia        |                |
| Сорока колючохвоста   | Temnurus temnurus       | Випадковий     |
| Сорока усурійська     | Pica serica             | Випадковий     |
| Сорока звичайна       | Pica pica               | Випадковий     |
| Ворона індійська      | Corvus splendens        | Інтродукований |
| Грак                  | Corvus frugilegus       | Випадковий     |
| Ворона великодзьоба   | Corvus macrorhynchos    |                |
| Ворона джунглева      | Corvus levaillantii     |                |

Родина: Флейтистові (Eupetidae)
| Українська назва      | Біноміальна назва  | Примітки |
| --------------------- | ------------------ | -------- |
| Флейтист малазійський | Eupetes macrocerus |          |

Родина: Stenostiridae
| Українська назва         | Біноміальна назва        | Примітки |
| ------------------------ | ------------------------ | -------- |
| Віялохвістка жовточерева | Chelidorhynx hypoxanthus |          |
| Канарниця сіроголова     | Culicicapa ceylonensis   |          |

Родина: Синицеві (Paridae)
| Українська назва        | Біноміальна назва       | Примітки |
| ----------------------- | ----------------------- | -------- |
| Ремез вогнистоголовий   | Cephalopyrus flammiceps |          |
| Синиця оливкова         | Sylviparus modestus     |          |
| Синиця золоточуба       | Melanochlora sultanea   |          |
| Синиця південноазійська | Parus cinereus          |          |
| Синиця далекосхідна     | Parus minor             |          |
| Синиця королівська      | Machlolophus spilonotus |          |

Родина: Жайворонкові (Alaudidae)
| Українська назва      | Біноміальна назва         | Примітки   |
| --------------------- | ------------------------- | ---------- |
| Фірлюк яванський      | Mirafra javanica          |            |
| Фірлюк китайський     | Mirafra erythrocephala    |            |
| Жайворонок малий      | Calandrella brachydactyla |            |
|                       | Calandrella dukhunensis   | Випадковий |
| Жайворонок індійський | Alauda gulgula            |            |

Родина: Тамікові (Cisticolidae)
| Українська назва     | Біноміальна назва      | Примітки |
| -------------------- | ---------------------- | -------- |
| Кравчик довгохвостий | Orthotomus sutorius    |          |
| Кравчик чорноволий   | Orthotomus atrogularis |          |
| Кравчик рудощокий    | Orthotomus ruficeps    |          |
| Кравчик рудохвостий  | Orthotomus sericeus    |          |
| Принія бура          | Prinia polychroa       |          |
| Принія білоброва     | Prinia superciliaris   |          |
| Принія руда          | Prinia rufescens       |          |
| Принія попеляста     | Prinia hodgsonii       |          |
| Принія жовточерева   | Prinia flaviventris    |          |
| Принія вохристобока  | Prinia inornata        |          |
| Таміка віялохвоста   | Cisticola juncidis     |          |
| Таміка золотоголова  | Cisticola exilis       |          |

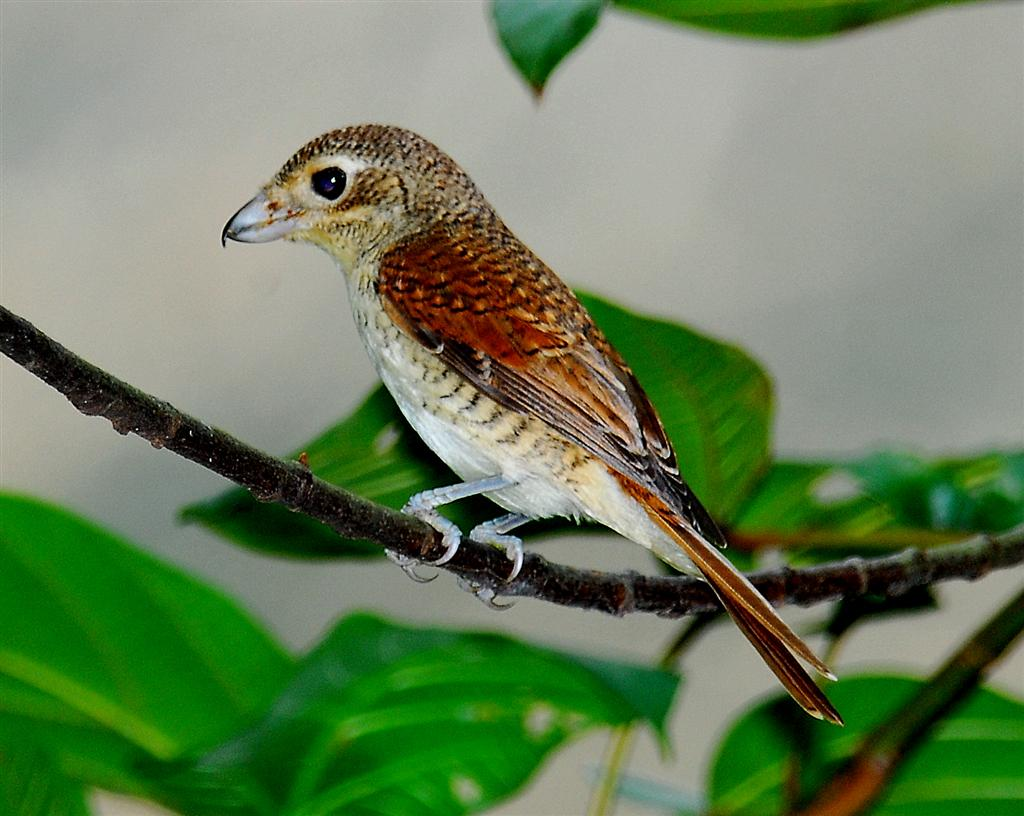
Сорокопуд тигровий (Lanius tigrinus)

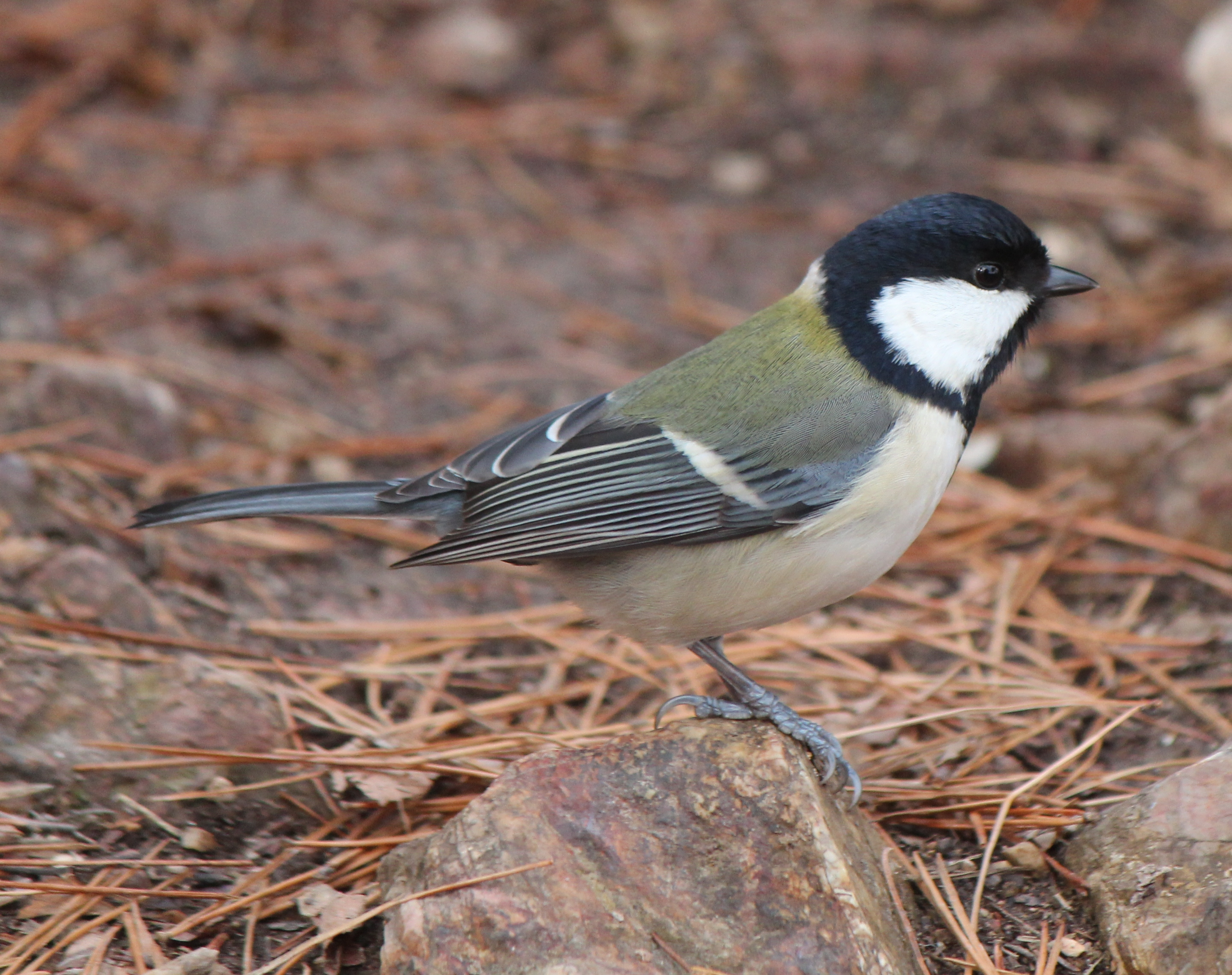
Синиця далекосхідна (Parus minor)

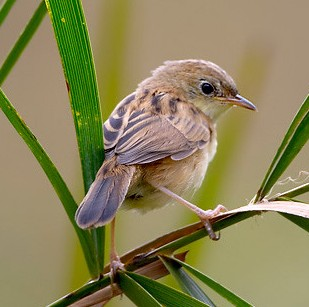
Таміка золотоголова (Cisticola exilis)

Родина: Очеретянкові (Acrocephalidae)
| Українська назва        | Біноміальна назва         | Примітки                             |
| ----------------------- | ------------------------- | ------------------------------------ |
| Очеретянка товстодзьоба | Arundinax aedon           | Зимуючий                             |
| Берестянка мала         | Iduna caligata            | Випадковий                           |
| Очеретянка чорноброва   | Acrocephalus bistrigiceps | Зимуючий                             |
| Очеретянка індійська    | Acrocephalus agricola     | Рідкісний, зимуючий                  |
| Очеретянка тупокрила    | Acrocephalus concinens    | Зимуючий                             |
| Очеретянка маньчжурська | Acrocephalus tangorum     | Зимуючий                             |
| Очеретянка садова       | Acrocephalus dumetorum    | Мігруючий                            |
| Очеретянка садова       | Acrocephalus orinus       | Рідкісний, перевідкритий в 2006 році |
| Очеретянка східна       | Acrocephalus orientalis   | Зимуючий                             |
| Очеретянка південна     | Acrocephalus stentoreus   | Дуже рідкісний, зимуючий             |

Родина: Кобилочкові (Locustellidae)
| Українська назва    | Біноміальна назва       | Примітки                 |
| ------------------- | ----------------------- | ------------------------ |
| Матата болотяна     | Megalurus palustris     |                          |
| Матата японська     | Helopsaltes pryeri      | Випадковий               |
| Кобилочка співоча   | Helopsaltes certhiola   | Зимуючий                 |
| Кобилочка плямиста  | Locustella lanceolata   | Зимуючий                 |
| Куцокрил бурий      | Locustella luteoventris | Рідкісний, зимуючий      |
| Куцокрил сибірський | Locustella tacsanowskia | Дуже рідкісний, зимуючий |
| Куцокрил тайговий   | Locustella davidi       | Зимуючий                 |
| Куцокрил малий      | Locustella thoracica    | Випадковий               |
| Куцокрил іржастий   | Locustella mandelli     |                          |

Родина: Pnoepygidae
| Українська назва       | Біноміальна назва | Примітки |
| ---------------------- | ----------------- | -------- |
| Тимелія-куцохвіст мала | Pnoepyga pusilla  |          |

Родина: Ластівкові (Hirundinidae)
| Українська назва          | Біноміальна назва         | Примітки                     |
| ------------------------- | ------------------------- | ---------------------------- |
| Попецух білоокий          | Pseudochelidon sirintarae | Ендемік                      |
| Ластівка сіровола         | Riparia chinensis         |                              |
| Ластівка берегова         | Riparia riparia           | Зимуючий                     |
| Ластівка бліда            | Riparia diluta            | Випадковий                   |
| Ластівка бура             | Ptyonoprogne concolor     |                              |
| Ластівка сільська         | Hirundo rustica           | Зимуючий                     |
| Ластівка ниткохвоста      | Hirundo smithii           |                              |
| Ластівка південноазійська | Hirundo tahitica          |                              |
| Ластівка даурська         | Cecropis daurica          | Зимуючий, локально гніздовий |
| Ластівка синьоголова      | Cecropis striolata        |                              |
| Ластівка малазійська      | Cecropis badia            |                              |
| Ластівка міська           | Delichon urbicum          | Рідкісний, зимуючий          |
| Ластівка азійська         | Delichon dasypus          | Зимуючий                     |
| Ластівка непальська       | Delichon nipalensis       | Випадковий                   |

Родина: Бюльбюлеві (Pycnonotidae)
| Українська назва               | Біноміальна назва           | Примітки          |
| ------------------------------ | --------------------------- | ----------------- |
| Бюльбюль білоплечий            | Microtarsus melanoleucos    | Рідкісний         |
| Бюльбюль рудий                 | Euptilotus eutilotus        |                   |
| Бюльбюль чорноголовий          | Brachypodius melanocephalos |                   |
| Бюльбюль золотоокий            | Ixodia erythropthalmos      |                   |
| Бюльбюль сірочеревий           | Ixodia cyaniventris         |                   |
| Бюльбюль рябогрудий            | Ixodia squamata             |                   |
| Бюльбюль чорночубий            | Rubigula flaviventris       |                   |
| Бюльбюль-товстодзьоб чубатий   | Spizixos canifrons          |                   |
| Бюльбюль жовтоголовий          | Pycnonotus zeylanicus       | Рідкісний         |
| Бюльбюль строкатий             | Alcurus striatus            |                   |
| Бюльбюль червоночубий          | Pycnonotus cafer            | Випадковий        |
| Бюльбюль червоногузий          | Pycnonotus jocosus          |                   |
| Бюльбюль білогорлий            | Pycnonotus xanthorrhous     |                   |
| Бюльбюль китайський            | Pycnonotus sinensis         |                   |
| Бюльбюль індокитайський        | Pycnonotus aurigaster       |                   |
| Бюльбюль золотогорлий          | Pycnonotus finlaysoni       |                   |
| Бюльбюль сосновий              | Pycnonotus flavescens       |                   |
| Бюльбюль широкобровий          | Pycnonotus goiavier         |                   |
| Бюльбюль оливковокрилий        | Pycnonotus plumosus         |                   |
| Бюльбюль бірманський           | Pycnonotus blanfordi        |                   |
| Бюльбюль таїландський          | Pycnonotus conradi          |                   |
| Бюльбюль світлоокий            | Pycnonotus simplex          |                   |
| Бюльбюль бурий                 | Pycnonotus brunneus         |                   |
| Оливник волохатий              | Tricholestes criniger       |                   |
| Бюльбюль-бородань білолобий    | Alophoixus flaveolus        |                   |
| Бюльбюль-бородань великий      | Alophoixus pallidus         |                   |
| Бюльбюль-бородань бурий        | Alophoixus ochraceus        |                   |
|                                | Alophoixus tephrogenys      |                   |
| Бюльбюль-бородань жовточеревий | Alophoixus phaeocephalus    |                   |
| Бюльбюль-бородань карликовий   | Iole finschii               |                   |
| Оливник малазійський           | Iole crypta                 |                   |
| Оливник сіроокий               | Iole propinqua              |                   |
| Оливник бірманський            | Iole viridescens            |                   |
| Горована гімалайська           | Hypsipetes leucocephalus    | Осілий і зимуючий |
| Горована білоголова            | Hypsipetes thompsoni        |                   |
| Оливник попелястий             | Hemixos flavala             |                   |
| Оливник сірий                  | Hemixos cinereus            |                   |
| Оливник каштановий             | Hemixos castanonotus        | Випадковий        |
| Оливник гірський               | Ixos mcclellandii           |                   |
| Оливник смугастоволий          | Ixos malaccensis            |                   |

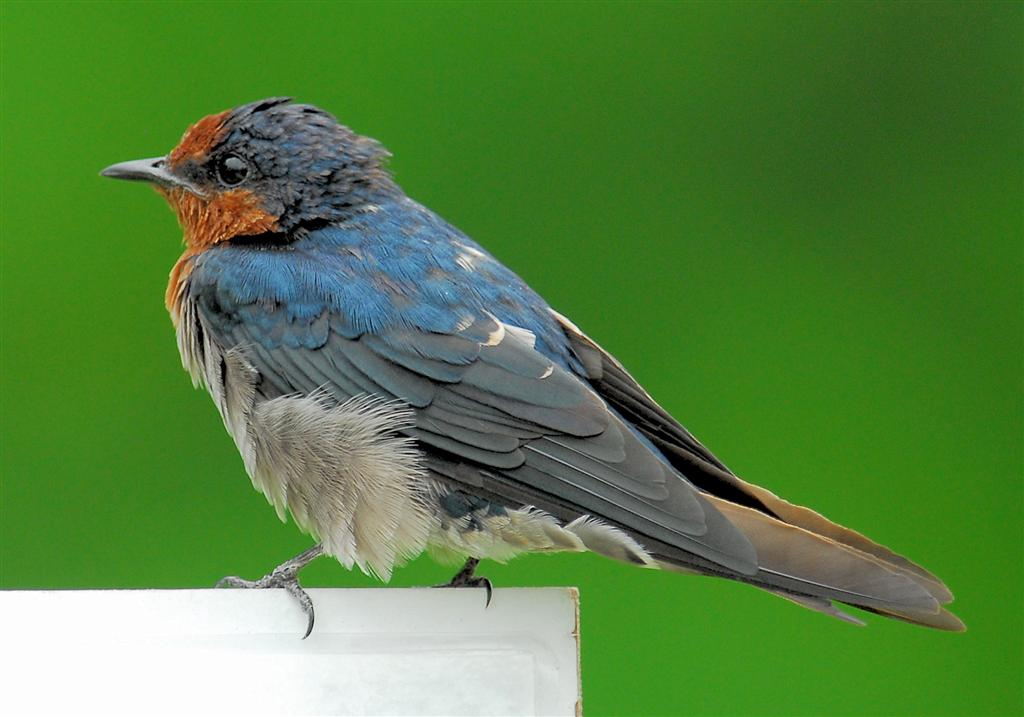
Ластівка південноазійська (Hirundo tahitica)

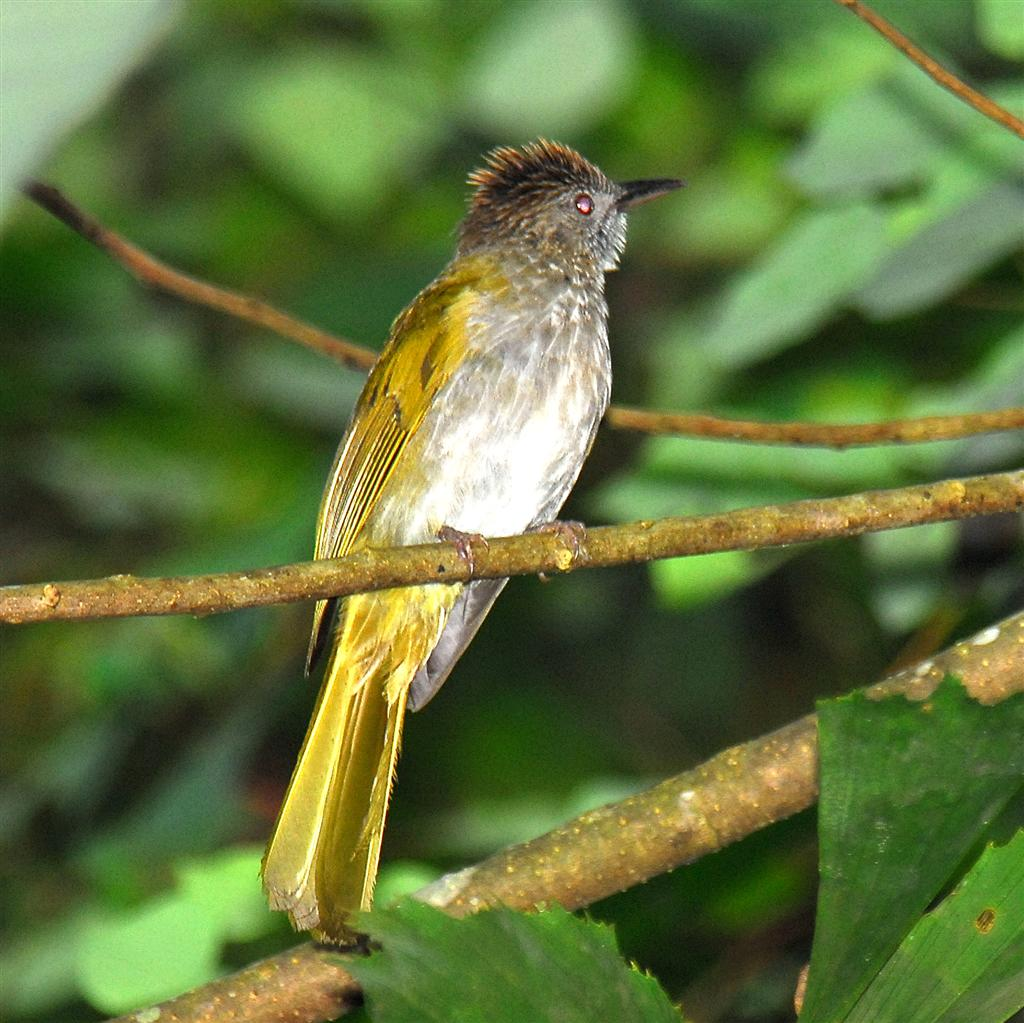
Оливник гірський (Ixos mcclellandii)

Родина: Вівчарикові (Phylloscopidae)

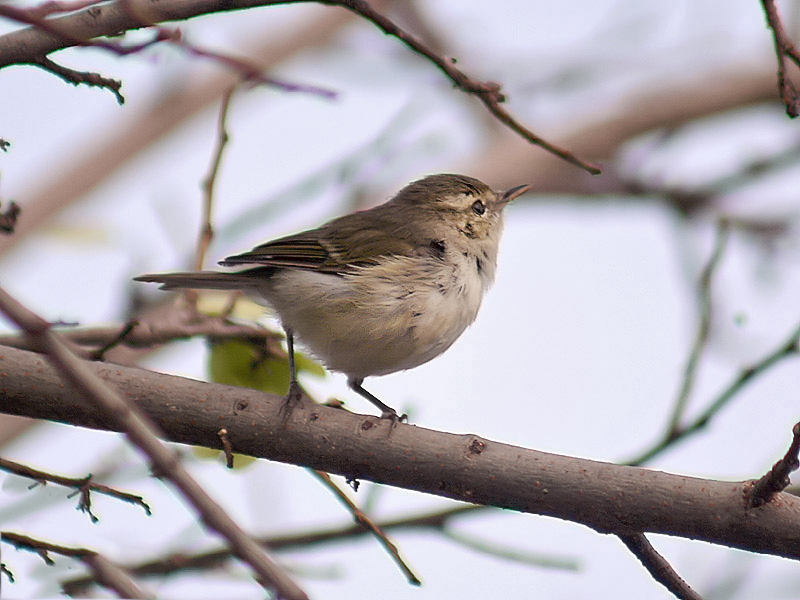
Вівчарик зелений (Phylloscopus trochiloides)

| Українська назва         | Біноміальна назва           | Примітки             |
| ------------------------ | --------------------------- | -------------------- |
| Вівчарик сірогорлий      | Phylloscopus maculipennis   | Зимуючий             |
| Вівчарик золотосмугий    | Phylloscopus pulcher        | Зимуючий             |
| Вівчарик лісовий         | Phylloscopus inornatus      | Зимуючий             |
| Вівчарик алтайський      | Phylloscopus humei          | Зимуючий             |
| Вівчарик юньнанський     | Phylloscopus yunnanensis    | Зимуючий             |
| Вівчарик золотомушковий  | Phylloscopus proregulus     | Зимуючий             |
| Вівчарик сичуанський     | Phylloscopus forresti       |                      |
| Вівчарик товстодзьобий   | Phylloscopus schwarzi       | Зимуючий             |
| Вівчарик монгольський    | Phylloscopus armandii       | Зимуючий             |
| Вівчарик гімалайський    | Phylloscopus affinis        | Зимуючий             |
| Вівчарик бурий           | Phylloscopus fuscatus       | Зимуючий             |
| Вівчарик китайський      | Phylloscopus subaffinis     | Зимуючий             |
| Вівчарик-ковалик         | Phylloscopus collybita      | Випадковий           |
| Вівчарик оливковий       | Phylloscopus coronatus      | Зимуючий, перелітний |
| Скриточуб сірощокий      | Phylloscopus poliogenys     |                      |
| Скриточуб сіроголовий    | Phylloscopus tephrocephalus | Рідкісний, зимуючий  |
| Скриточуб-свистун        | Phylloscopus whistleri      |                      |
| Скриточуб китайський     | Phylloscopus valentini      | Зимуючий             |
| Скриточуб сичуанський    | Phylloscopus omeiensis      | Зимуючий             |
| Скриточуб фуджіянський   | Phylloscopus soror          | Зимуючий             |
| Вівчарик зелений         | Phylloscopus trochiloides   | Зимуючий             |
| Вівчарик амурський       | Phylloscopus plumbeitarsus  | Зимуючий             |
| Вівчарик довгодзьобий    | Phylloscopus magnirostris   | Зимуючий             |
| Вівчарик світлоногий     | Phylloscopus tenellipes     | Зимуючий             |
| Вівчарик сахалінський    | Phylloscopus borealoides    |                      |
| Вівчарик японський       | Phylloscopus xanthodryas    | Випадковий           |
| Вівчарик шелюговий       | Phylloscopus borealis       | Зимуючий, перелітний |
| Вівчарик камчатський     | Phylloscopus examinandus    |                      |
| Скриточуб іржастоголовий | Phylloscopus castaniceps    |                      |
| Вівчарик чорнобровий     | Phylloscopus cantator       | Рідкісний, зимуючий  |
| Вівчарик в'єтнамський    | Phylloscopus ricketti       | Зимуючий             |
| Вівчарик рододендровий   | Phylloscopus reguloides     | Зимуючий             |
| Вівчарик широкобровий    | Phylloscopus claudiae       | Зимуючий             |
| Вівчарик низинний        | Phylloscopus goodsoni       | Випадковий           |
| Вівчарик бамбуковий      | Phylloscopus intensior      |                      |
| Вівчарик світлохвостий   | Phylloscopus ogilviegranti  |                      |
|                          | Phylloscopus trivirgatus    | Випадковий           |

Родина: Cettiidae
| Українська назва                  | Біноміальна назва        | Примітки                 |
| --------------------------------- | ------------------------ | ------------------------ |
| Очеретянка світлонога             | Urosphena pallidipes     |                          |
| Очеретянка-куцохвіст далекосхідна | Urosphena squameiceps    | Зимуючий                 |
| Тезія жовтоброва                  | Tesia cyaniventer        | Дуже рідкісний           |
| Тезія золотоголова                | Tesia olivea             |                          |
| Очеретянка рудолоба               | Cettia major             | Дуже рідкісний, зимуючий |
| Тезія червоноголова               | Cettia castaneocoronata  |                          |
| Війчик білобровий                 | Abroscopus superciliaris |                          |
| Війчик рудощокий                  | Abroscopus albogularis   | Рідкісний                |
| Кравчик гірський                  | Phyllergetes cuculatus   |                          |
|                                   | Horornis canturians      | Рідкісний, зимуючий      |
| Очеретянка сундайська             | Horornis vulcanius       |                          |
| Очеретянка непальська             | Horornis flavolivaceus   | Зимуючий                 |

Родина: Ополовникові (Aegithalidae)
| Українська назва      | Біноміальна назва    | Примітки |
| --------------------- | -------------------- | -------- |
| Ополовник рудоголовий | Aegithalos concinnus |          |

Родина: Кропив'янкові (Sylviidae)
| Українська назва   | Біноміальна назва | Примітки            |
| ------------------ | ----------------- | ------------------- |
| Кропив'янка прудка | Curruca curruca   | Рідкісний, зимуючий |

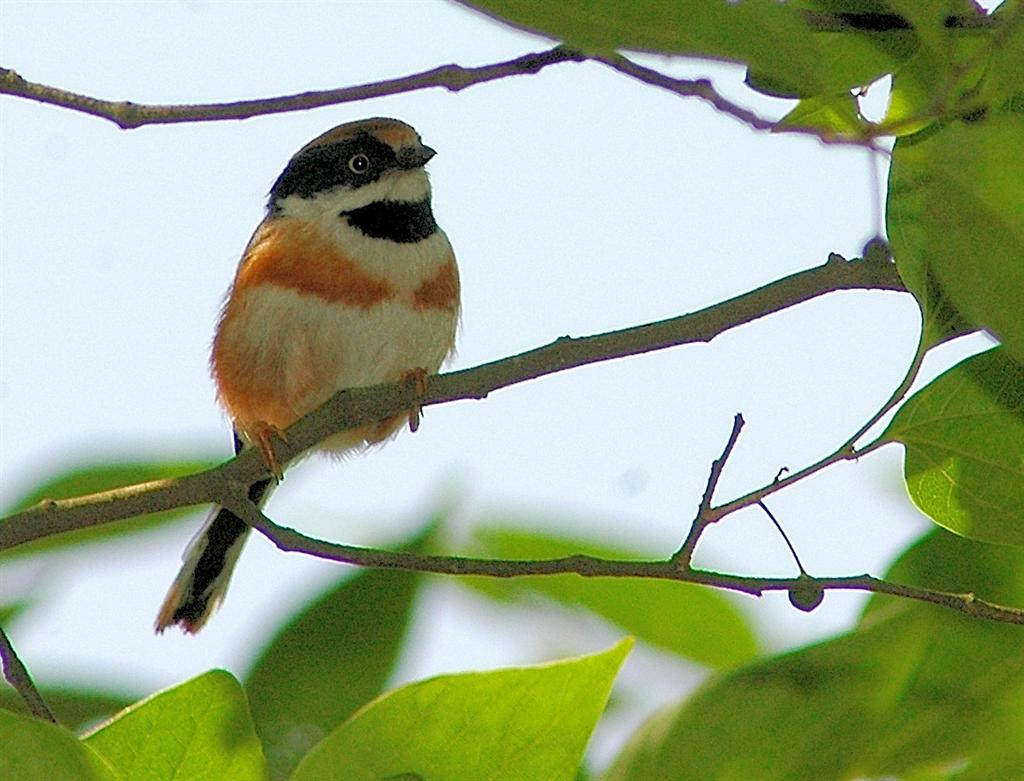
Ополовник рудоголовий (Aegithalos concinnus)

Родина: Суторові (Paradoxornithidae)
| Українська назва   | Біноміальна назва             | Примітки   |
| ------------------ | ----------------------------- | ---------- |
| Тимелія золотиста  | Chrysomma sinense             |            |
| Сутора чорноборода | Psittiparus gularis           |            |
| Сутора рудоголова  | Psittiparus bakeri            | Випадковий |
| Сутора чорнощока   | Paradoxornis guttaticollis    |            |
| Сутора білогорла   | Chleuasicus atrosuperciliaris | Рідкісний  |
|                    | Suthola nipalensis            |            |
| Сутора мала        | Neosuthora davidiana          | Рідкісний  |

Родина: Окулярникові (Zosteropidae)
| Українська назва       | Біноміальна назва        | Примітки |
| ---------------------- | ------------------------ | -------- |
| Стафіда східна         | Staphida castaniceps     |          |
| Стафіда західна        | Staphida torqueola       |          |
| Югина вусата           | Yuhina flavicollis       |          |
| Югина бірманська       | Yuhina humilis           |          |
| Окулярник буробокий    | Zosterops erythropleurus | Зимуючий |
| Окулярник південний    | Zosterops palpebrosus    |          |
| Окулярник малазійський | Zosterops auriventer     |          |
| Окулярник китайський   | Zosterops simplex        |          |

Родина: Тимелієві (Timaliidae)
| Українська назва                | Біноміальна назва         | Примітки                        |
| ------------------------------- | ------------------------- | ------------------------------- |
| Тимелія червоноголова           | Timalia pileata           |                                 |
| Синчівка жовточерева            | Mixornis gularis          |                                 |
| Синчівка чорногорла             | Macronus ptilosus         | Рідкісний                       |
| Тимелія-темнодзьоб золотиста    | Cyanoderma chrysaeum      |                                 |
| Тимелія-темнодзьоб мала         | Cyanoderma erythropterum  |                                 |
|                                 | Cyanoderma ambiguum       |                                 |
| Тимелія-темнодзьоб рудолоба     | Cyanoderma rufifrons      |                                 |
| Баблер-рихталик маніпурський    | Spelaeornis chocolatinus  | Випадковий                      |
| Баблер-рихталик сірочеревий     | Spelaeornis reptatus      |                                 |
| Тимелія-криводзьоб бірманська   | Pomatorhinus ochraceiceps |                                 |
| Тимелія-криводзьоб маскова      | Pomatorhinus ferruginosus | Рідкісний                       |
| Тимелія-криводзьоб сивоголова   | Pomatorhinus schisticeps  |                                 |
|                                 | Pomatorhinus bornensis    | Випадковий                      |
| Тимелія-криводзьоб велика       | Erythrogenys hypoleucos   |                                 |
| Тимелія-криводзьоб рудощока     | Erythrogenys erythrogenys |                                 |
| Тимелія-темнодзьоб чорногорла   | Stachyris nigricollis     |                                 |
| Тимелія-темнодзьоб рудогуза     | Stachyris maculata        |                                 |
| Тимелія-темнодзьоб вохриста     | Stachyris nigriceps       |                                 |
| Тимелія-темнодзьоб світлоока    | Stachyris poliocephala    |                                 |
| Тимелія-темнодзьоб сірощока     | Stachyris leucotis        | Рідкісний                       |
| Тимелія-темнодзьоб червоногруда | Stachyris strialata       |                                 |
| Чагарниця чорна                 | Melanocichla lugubris     | Рідкісний (на крайньому півдні) |

Родина: Pellorneidae
| Українська назва           | Біноміальна назва         | Примітки   |
| -------------------------- | ------------------------- | ---------- |
| Тимелія вусата             | Malacopteron magnirostre  |            |
| Тимелія темноголова        | Malacopteron affine       | Рідкісний  |
| Тимелія червонолоба        | Malacopteron cinereum     |            |
| Тимелія рудоголова         | Malacopteron magnum       |            |
| Тимелія ясноока            | Gampsorhynchus torquatus  |            |
| Альципа-крихітка білоброва | Schoeniparus castaneceps  |            |
| Альципа рудовола           | Schoeniparus rufogularis  | Рідкісний  |
| Альципа мала               | Schoeniparus dubius       | Випадковий |
| Баблер рудоголовий         | Pellorneum ruficeps       |            |
|                            | Pellorneum nigrocapitatum |            |
| Баблер білочеревий         | Pellorneum albiventre     |            |
| Баблер вохристий           | Pellorneum tickelli       |            |
| Тордина сірощока           | Pellorneum malaccense     |            |
| Джунгляк мангровий         | Pellorneum rostratum      |            |
| Джунгляк рудий             | Pellorneum bicolor        |            |
| Кенопа                     | Kenopia striata           | Рідкісний  |
| Турдинула світлоброва      | Napothera epilepidota     |            |
| Тордина бура               | Malacocincla abbotti      |            |
| Тордина товстодзьоба       | Malacocincla sepiaria     |            |
| Ратина сірочерева          | Turdinus macrodactylus    |            |
|                            | Gypsophila calcicola      | Ендемік    |
| Турдинула темна            | Gypsophila crispifrons    |            |
| Турдинула короткохвоста    | Gypsophila brevicaudata   |            |
| Кущавниця болотяна         | Graminicola striatus      | Знищений   |

Родина: Alcippeidae
| Українська назва      | Біноміальна назва    | Примітки |
| --------------------- | -------------------- | -------- |
| Альципа бурохвоста    | Alcippe brunneicauda |          |
| Альципа сіроголова    | Alcippe poioicephala |          |
| Альципа юнанська      | Alcippe fratercula   |          |
| Альципа чорноброва    | Alcippe peracensis   |          |
| Альципа індокитайська | Alcippe grotei       |          |

Родина: Leiothrichidae
| Українська назва          | Біноміальна назва           | Примітки                        |
| ------------------------- | --------------------------- | ------------------------------- |
| Кутія гімалайська         | Cutia nipalensis            | Рідкісний                       |
| Чагарниця чубата          | Garrulax leucolophus        |                                 |
| Чагарниця горжеткова      | Garrulax monileger          |                                 |
| Чагарниця рудоголова      | Garrulax strepitans         |                                 |
| Чагарниця смугастовола    | Garrulax merulinus          | Дуже рідкісний                  |
| Чагарниця пекторалова     | Pterorhinus pectoralis      |                                 |
| Тимельовець китайський    | Pterorhinus chinensis       |                                 |
| Чагарниця каштановоголова | Pterorhinus mitratus        | Рідкісний (на крайньому півдні) |
| Чагарниця білоброва       | Pterorhinus sannio          |                                 |
| Чагарниця оливкова        | Trochalopteron melanostigma |                                 |
| Чагарниця малазійська     | Trochalopteron peninsulae   |                                 |
| Чагарниця рудохвоста      | Trochalopteron milnei       | Рідкісний                       |
| Джоя білочерева           | Heterophasia melanoleuca    |                                 |
| Сибія довгохвоста         | Heterophasia picaoides      |                                 |
| Мезія сріблястощока       | Leiothrix argentauris       |                                 |
| Джоя рудоспинна           | Leioptila annectens         |                                 |
| Мінла сіроголова          | Liocichla ripponi           |                                 |
| Сибія бірманська          | Actinodura ramsayi          |                                 |
| Сіва                      | Actinodura cyanouroptera    |                                 |
| Мінла рудоголова          | Actinodura strigula         |                                 |

Родина: Стінолазові (Tichodromidae)
| Українська назва | Біноміальна назва  | Примітки   |
| ---------------- | ------------------ | ---------- |
| Стінолаз         | Tichodroma muraria | Випадковий |

Родина: Повзикові (Sittidae)
| Українська назва      | Біноміальна назва    | Примітки   |
| --------------------- | -------------------- | ---------- |
| Повзик іржастий       | Sitta cinnamoventris |            |
| Повзик бірманський    | Sitta neglecta       |            |
| Повзик тибетський     | Sitta nagaensis      |            |
| Повзик червонодзьобий | Sitta frontalis      |            |
| Повзик блакитний      | Sitta azurea         | Випадковий |
| Повзик гігантський    | Sitta magna          |            |
| Повзик-білозір        | Sitta formosa        |            |

Родина: Підкоришникові (Certhiidae)
| Українська назва         | Біноміальна назва    | Примітки |
| ------------------------ | -------------------- | -------- |
| Підкоришник маніпурський | Certhia manipurensis |          |

Родина: Elachuridae
| Українська назва          | Біноміальна назва | Примітки |
| ------------------------- | ----------------- | -------- |
| Баблер-рихтарик плямистий | Elachura formosa  |          |

Родина: Пронуркові (Cinclidae)
| Українська назва | Біноміальна назва | Примітки            |
| ---------------- | ----------------- | ------------------- |
| Пронурок бурий   | Cinclus pallasii  | Рідкісний, зимуючий |

Родина: Шпакові (Sturnidae)
| Українська назва        | Біноміальна назва         | Примітки                 |
| ----------------------- | ------------------------- | ------------------------ |
| Шпак-малюк філіпінський | Aplonis panayensis        |                          |
| Майна золоточуба        | Ampeliceps coronatus      |                          |
|                         | Gracula religiosa         |                          |
| Шпак звичайний          | Sturnus vulgaris          | Рідкісний, зимуючий      |
| Шпак рожевий            | Pastor roseus             | Дуже рідкісний, зимуючий |
| Шпак даурський          | Agropsar sturninus        | Осілий і перелітний      |
| Шпак японський          | Agropsar philippensis     | Випадковий               |
| Шпак чорношиїй          | Gracupica nigricollis     |                          |
| Шпак строкатий          | Gracupica contra          |                          |
| Шпачок китайський       | Sturnia sinensis          | Зимуючий                 |
| Шпачок брамінський      | Sturnia pagodarum         | Випадковий               |
| Шпачок сіроголовий      | Sturnia malabarica        | Осілий і зимуючий        |
| Шпак червонодзьобий     | Spodiopsar sericeus       | Випадковий               |
| Шпак сірий              | Spodiopsar cineraceus     | Випадковий               |
| Майна індійська         | Acridotheres tristis      | Ареал значно розширений  |
| Майна бірманська        | Acridotheres burmannicus  |                          |
| Майна джунглева         | Acridotheres fuscus       |                          |
| Майна яванська          | Acridotheres javanicus    | Інтродукований           |
| Майна велика            | Acridotheres grandis      |                          |
| Майна чубата            | Acridotheres cristatellus |                          |
| Мерл азійський          | Saroglossa spilopterus    | Рідкісний, зимуючий      |

Родина: Дроздові (Turdidae)
| Українська назва        | Біноміальна назва   | Примітки                 |
| ----------------------- | ------------------- | ------------------------ |
| Квічаль довгохвостий    | Zoothera dixoni     | Зимуючий                 |
| Квічаль тибетський      | Zoothera salimalii  | Зимуючий                 |
| Квічаль довгодзьобий    | Zoothera marginata  |                          |
| Квічаль тайговий        | Zoothera aurea      |                          |
| Квічаль строкатий       | Zoothera dauma      | Зимуючий, осілий в горах |
| Кохоа пурпуровий        | Cochoa purpurea     | Рідкісний                |
| Кохоа зелений           | Cochoa viridis      |                          |
| Квічаль сибірський      | Geokichla sibirica  | Зимуючий                 |
| Квічаль рудоголовий     | Geokichla interpres | Рідкісний                |
| Квічаль вогнистоголовий | Geokichla citrina   | Зимуючий                 |
| Дрізд мандаринський     | Turdus mandarinus   |                          |
| Дрізд сірокрилий        | Turdus boulboul     | Рідкісний, зимуючий      |
| Дрізд білочеревий       | Turdus cardis       | Випадковий               |
| Дрізд індокитайський    | Turdus dissimilis   | Рідкісний, зимуючий      |
| Дрізд буроголовий       | Turdus feae         | Рідкісний, зимуючий      |
| Дрізд вузькобровий      | Turdus obscurus     | Зимуючий                 |
| Дрізд каштановий        | Turdus rubrocanus   | Рідкісний, зимуючий      |
| Дрізд чорноволий        | Turdus atrogularis  | Дуже рідкісний, зимуючий |
| Дрізд рудоволий         | Turdus ruficollis   | Дуже рідкісний, зимуючий |
| Дрізд темний            | Turdus eunomus      | Зимуючий                 |
| Дрізд Наумана           | Turdus naumanni     | Випадковий               |

Родина: Мухоловкові (Muscicapidae)
| Українська назва         | Біноміальна назва         | Примітки                                              |
| ------------------------ | ------------------------- | ----------------------------------------------------- |
| Мухоловка сибірська      | Muscicapa sibirica        | Зимуючий                                              |
| Мухоловка руда           | Muscicapa ferruginea      | Зимуючий, перелітний                                  |
| Мухоловка бура           | Muscicapa daurica         | Осілий і зимуючий                                     |
| Мухоловка бамбукова      | Muscicapa muttui          | Дуже рідкісний                                        |
| Мухоловка індокитайська  | Muscicapa williamsoni     | Осілий, перелітний                                    |
| Шама індійська           | Copsychus saularis        |                                                       |
| Шама рудохвоста          | Copsychus pyrropygus      | Рідкісний                                             |
| Шама білогуза            | Copsychus malabaricus     |                                                       |
| Мухоловка діамантова     | Anthipes monileger        |                                                       |
| Мухоловка малазійська    | Anthipes solitaris        |                                                       |
| Нільтава білохвоста      | Leucoptilon concretum     | Рідкісний                                             |
| Нільтава темновола       | Cyornis hainanus          |                                                       |
| Нільтава лазурова        | Cyornis unicolor          |                                                       |
| Нільтава синьоголова     | Cyornis rubeculoides      | Осілий і зимуючий                                     |
| Нільтава китайська       | Cyornis glaucicomans      |                                                       |
| Нільтава гімалайська     | Cyornis magnirostris      | Зимуючий                                              |
| Нільтава таїландська     | Cyornis whitei            |                                                       |
| Нільтава блакитногорла   | Cyornis turcosus          |                                                       |
| Нільтава індокитайська   | Cyornis sumatrensis       |                                                       |
| Нільтава мангрова        | Cyornis rufigastra        |                                                       |
| Джунглівниця північна    | Cyornis brunneatus        | Рідкісний, перелітний                                 |
| Джунглівниця сіровола    | Cyornis umbratilis        | Рідкісний (на крайньому півдні)                       |
| Джунглівниця оливкова    | Cyornis olivaceus         |                                                       |
| Нільтава велика          | Niltava grandis           |                                                       |
| Нільтава мала            | Niltava macgrigoriae      |                                                       |
| Нільтава чорногорла      | Niltava davidi            | Рідкісний, зимуючий                                   |
| Нільтава рудочерева      | Niltava sundara           | Зимуючий                                              |
|                          | Niltava oatesi            | Зимуючий                                              |
| Мухоловка синя           | Cyanoptila cyanomelana    | Мігруючий                                             |
| Мухоловка маньчжурська   | Cyanoptila cumatilis      | Мігруючий                                             |
| Мухоловка бірюзова       | Eumyias thalassinus       | Осілий і зимуючий                                     |
| Алікорто малий           | Brachypteryx leucophris   |                                                       |
| Алікорто індиговий       | Brachypteryx cruralis     |                                                       |
| Соловейко-свистун        | Larvivora sibilans        | Рідкісний, зимуючий                                   |
| Соловейко японський      | Larvivora akahige         |                                                       |
| Соловейко синій          | Larvivora cyane           | Зимуючий                                              |
| Горихвістка короткокрила | Luscinia phaenicuroides   | Осілий і зимуючий                                     |
| Синьошийка               | Luscinia svecica          | Зимуючий                                              |
| Аренга велика            | Myophonus caeruleus       | Осілий і зимуючий                                     |
| Вилохвістка білочуба     | Enicurus leschenaulti     |                                                       |
| Вилохвістка рудоголова   | Enicurus ruficapillus     |                                                       |
| Вилохвістка чорноспинна  | Enicurus immaculatus      |                                                       |
| Вилохвістка маскова      | Enicurus schistaceus      |                                                       |
| Соловейко вогнистогорлий | Calliope pectardens       | Випадковий                                            |
| Соловейко строкатий      | Calliope obscura          | Випадковий                                            |
| Соловейко червоногорлий  | Calliope calliope         | Зимуючий                                              |
| Соловейко біловусий      | Calliope tschebaiewi      | Випадковий                                            |
| Підпаленик білохвостий   | Myiomela leucura          |                                                       |
| Підпаленик синьолобий    | Cinclidium frontale       | Статус невизначений                                   |
| Синьохвіст тайговий      | Tarsiger cyanurus         | Зимуючий                                              |
| Синьохвіст гімалайський  | Tarsiger rufilatus        | Зимуючий                                              |
| Синьохвіст золотистий    | Tarsiger chrysaeus        | Рідкісний, зимуючий                                   |
| Мухоловка даурська       | Ficedula zanthopygia      | Мігруючий                                             |
| Мухоловка зеленоспинна   | Ficedula elisae           | Зимуючий                                              |
| Мухоловка жовтоспинна    | Ficedula narcissina       |                                                       |
| Мухоловка тайгова        | Ficedula mugimaki         | Зимуючий                                              |
| Мухоловка соснова        | Ficedula erithacus        | Зимуючий                                              |
| Мухоловка гімалайська    | Ficedula tricolor         | Зимуючий                                              |
| Мухоловка білоброва      | Ficedula hyperythra       |                                                       |
| Нільтава-крихітка        | Ficedula hodgsoni         | Рідкісний, зимуючий                                   |
| Мухоловка сірощока       | Ficedula strophiata       | Зимуючий                                              |
| Мухоловка сапфірова      | Ficedula sapphira         | Зимуючий                                              |
| Мухоловка широкоброва    | Ficedula westermanni      |                                                       |
| Мухоловка ультрамаринова | Ficedula superciliaris    | Зимуючий                                              |
| Мухоловка північна       | Ficedula albicilla        | Зимуючий                                              |
| Мухоловка мала           | Ficedula parva            | Випадковий                                            |
| Мухоловка білокрила      | Ficedula dumetoria        |                                                       |
| Горихвістка синьолоба    | Phoenicurus frontalis     | Рідкісний, зимуючий                                   |
| Горихвістка сиза         | Phoenicurus fuliginosus   | Осілий і зимуючий                                     |
| Горихвістка водяна       | Phoenicurus leucocephalus | Переважно зимуючий                                    |
| Горихвістка чорна        | Phoenicurus ochruros      | Випадковий                                            |
| Горихвістка сибірська    | Phoenicurus auroreus      | Зимуючий                                              |
| Скеляр рудочеревий       | Monticola rufiventris     | Зимуючий, осілий в горах                              |
| Скеляр білогорлий        | Monticola gularis         | Зимуючий                                              |
| Скеляр синій             | Monticola solitarius      | Осілий (підвид madoci на крайньому півдні) і зимуючий |
|                          | Saxicola stejnegeri       | Осілий                                                |
|                          | Saxicola maurus           | Зимуючий                                              |
| Трав'янка чорна          | Saxicola caprata          |                                                       |
| Трав'янка строката       | Saxicola jerdoni          | Рідкісний                                             |
| Трав'янка сіра           | Saxicola ferreus          | Осілий і зимуючий                                     |
| Кам'янка попеляста       | Oenanthe isabellina       | Випадковий                                            |
| Кам'янка пустельна       | Oenanthe deserti          | Випадковий                                            |

Родина: Квіткоїдові (Dicaeidae)
| Українська назва        | Біноміальна назва       | Примітки                                |
| ----------------------- | ----------------------- | --------------------------------------- |
| Красняк золотомушковий  | Prionochilus maculatus  |                                         |
| Красняк біловусий       | Prionochilus percussus  |                                         |
| Красняк чорноголовий    | Prionochilus thoracicus |                                         |
| Квіткоїд товстодзьобий  | Dicaeum agile           |                                         |
| Квіткоїд смугастогрудий | Dicaeum chrysorrheum    |                                         |
| Квіткоїд жовточеревий   | Dicaeum melanozanthum   | Різдкісний, можливо гніздовий           |
| Квіткоїд трибарвний     | Dicaeum trigonostigma   |                                         |
| Квіткоїд індокитайський | Dicaeum minullum        |                                         |
| Квіткоїд червоноволий   | Dicaeum ignipectus      |                                         |
| Квіткоїд червоний       | Dicaeum cruentatum      | Рідкісний, осілий (на крайньому півдні) |

Родина: Нектаркові (Nectariniidae)
| Українська назва          | Біноміальна назва              | Примітки       |
| ------------------------- | ------------------------------ | -------------- |
| Саїманга червонощока      | Chalcoparia singalensis        |                |
| Саїманга однобарвна       | Anthreptes simplex             |                |
| Саїманга жовточерева      | Anthreptes malacensis          |                |
| Саїманга червоногорла     | Anthreptes rhodolaemus         | Рідкісний      |
| Нектаринка мангрова       | Leptocoma brasiliana           |                |
| Нектаринка карміновогорла | Leptocoma calcostetha          |                |
| Маріка пурпурова          | Cinnyris asiaticus             |                |
| Маріка жовточерева        | Cinnyris jugularis             |                |
| Сіпарая гімалайська       | Aethopyga ignicauda            |                |
| Сіпарая чорногруда        | Aethopyga saturata             |                |
| Сіпарая жовточерева       | Aethopyga gouldiae             | Зимуючий       |
| Сіпарая непальська        | Aethopyga nipalensis           | Осілий в горах |
| Сіпарая кармінова         | Aethopyga temminckii           | Рідкісний      |
| Сіпарая червона           | Aethopyga siparaja             |                |
| Нектарка смугастовола     | Kurochkinegramma hypogrammicum |                |
| Павуколов товстодзьобий   | Arachnothera crassirostris     |                |
| Павуколов довгодзьобий    | Arachnothera robusta           | Рідкісний      |
| Павуколов малий           | Arachnothera longirostra       |                |
| Павуколов жовтощокий      | Arachnothera chrysogenys       |                |
| Павуколов великий         | Arachnothera flavigaster       |                |
| Павуколов смугастий       | Arachnothera magna             |                |
| Павуколов східний         | Arachnothera modesta           |                |

Родина: Іренові (Irenidae)
| Українська назва | Біноміальна назва | Примітки |
| ---------------- | ----------------- | -------- |
| Ірена блакитна   | Irena puella      |          |

Родина: Зеленчикові (Chloropseidae)
| Українська назва       | Біноміальна назва          | Примітки |
| ---------------------- | -------------------------- | -------- |
| Зеленчик великий       | Chloropsis sonnerati       |          |
| Зеленчик блакитновусий | Chloropsis cyanopogon      |          |
| Зеленчик синьокрилий   | Chloropsis cochinchinensis |          |
| Зеленчик золотолобий   | Chloropsis aurifrons       |          |
| Зеленчик золоточеревий | Chloropsis hardwickii      |          |

Родина: Ткачикові (Ploceidae)
| Українська назва     | Біноміальна назва   | Примітки |
| -------------------- | ------------------- | -------- |
| Ткачик смугастий     | Ploceus manyar      |          |
| Бая                  | Ploceus philippinus |          |
| Ткачик золоточеревий | Ploceus hypoxanthus |          |

Родина: Астрильдові (Estrildidae)
| Українська назва      | Біноміальна назва    | Примітки       |
| --------------------- | -------------------- | -------------- |
| Бенгалик червоний     | Amandava amandava    |                |
| Папужник довгохвостий | Erythrura prasina    |                |
| Мунія гострохвоста    | Lonchura striata     |                |
| Мунія іржаста         | Lonchura punctulata  |                |
| Мунія жовтохвоста     | Lonchura leucogastra |                |
| Мунія чорноголова     | Lonchura atricapilla |                |
| Мунія білоголова      | Lonchura maja        |                |
| Рисівка яванська      | Padda oryzivora      | Інтродукований |

Родина: Горобцеві (Passeridae)
| Українська назва   | Біноміальна назва  | Примітки            |
| ------------------ | ------------------ | ------------------- |
| Горобець хатній    | Passer domesticus  | Недавній колоніст   |
| Горобець рудий     | Passer cinnamomeus | Рідкісний, зимуючий |
| Горобець оливковий | Passer flaveolus   |                     |
| Горобець польовий  | Passer montanus    |                     |

Родина: Плискові (Motacillidae)
| Українська назва      | Біноміальна назва        | Примітки          |
| --------------------- | ------------------------ | ----------------- |
| Плиска деревна        | Dendronanthus indicus    | Зимуючий          |
| Плиска гірська        | Motacilla cinerea        | Зимуючий          |
| Плиска жовта          | Motacilla flava          | Зимуючий          |
| Плиска аляскинська    | Motacilla tschutschensis |                   |
| Плиска жовтоголова    | Motacilla citreola       | Зимуючий          |
| Плиска біла           | Motacilla alba           | Зимуючий          |
| Плиска лаоська        | Motacilla samveasnae     |                   |
| Щеврик азійський      | Anthus richardi          | Зимуючий          |
| Щеврик іржастий       | Anthus rufulus           |                   |
| Щеврик забайкальський | Anthus godlewskii        | Випадковий        |
| Щеврик рожевий        | Anthus roseatus          | Локально зимуючий |
| Щеврик оливковий      | Anthus hodgsoni          | Зимуючий          |
| Щеврик червоногрудий  | Anthus cervinus          | Зимуючий          |
| Щеврик американський  | Anthus rubescens         | Випадковий        |

Родина: В'юркові (Fringillidae)
| Українська назва       | Біноміальна назва        | Примітки            |
| ---------------------- | ------------------------ | ------------------- |
| Зяблик звичайний       | Fringilla coelebs        | Випадковий          |
| В'юрок                 | Fringilla montifringilla | Випадковий          |
| Коструба пекторалова   | Mycerobas affinis        | Випадковий          |
| Коструба плямистокрила | Mycerobas melanozanthos  |                     |
| Костар малий           | Eophona migratoria       | Випадковий          |
| Чечевиця євразійська   | Carpodacus erythrinus    | Зимуючий            |
| Смеречник вогнистий    | Carpodacus sipahi        |                     |
| Чечевиця рожевогуза    | Carpodacus waltoni       | Випадковий          |
|                        | Carpodacus nipalensis    | Зимуючий            |
| Зеленяк чорноголовий   | Chloris ambigua          | Рідкісний, зимуючий |

Родина: Calcariidae
| Українська назва        | Біноміальна назва    | Примітки   |
| ----------------------- | -------------------- | ---------- |
| Подорожник лапландський | Calcarius lapponicus | Випадковий |

Родина: Вівсянкові (Emberizidae)
| Українська назва     | Біноміальна назва      | Примітки            |
| -------------------- | ---------------------- | ------------------- |
| Вівсянка чубата      | Emberiza lathami       | Зимуючий            |
| Вівсянка чорноголова | Emberiza melanocephala | Випадковий          |
| Вівсянка рудоголова  | Emberiza bruniceps     | Випадковий          |
| Вівсянка сіроголова  | Emberiza fucata        | Зимуючий            |
| Вівсянка білоголова  | Emberiza leucocephalos | Випадковий          |
| Вівсянка скельна     | Emberiza buchanani     | Рідкісний           |
| Вівсянка лучна       | Emberiza aureola       | Зимуючий            |
| Вівсянка-крихітка    | Emberiza pusilla       | Зимуючий            |
| Вівсянка сибірська   | Emberiza spodocephala  | Рідкісний, зимуючий |
| Вівсянка руда        | Emberiza rutila        | Зимуючий            |
| Вівсянка тайгова     | Emberiza tristrami     | Випадковий          |